# VVV-Venlo in het seizoen 2013/14
Dit artikel geeft een overzicht van VVV-Venlo in het seizoen 2013/2014.

## Selectie 2013 - 2014
| Nr. | Positie | Speler            |
| --- | ------- | ----------------- |
| 1   | DM      | Danny Wintjens    |
| 2   | V       | Guus Joppen       |
| 2   | V       | Stan Respen       |
| 3   | V       | Jerold Promes     |
| 4   | V       | Pim Balkestein    |
| 5   | V       | Niels Fleuren     |
| 7   | A       | Jules Reimerink   |
| 8   | M       | Danny Post        |
| 9   | A       | Uche Nwofor       |
| 9   | A       | Prince Rajcomar   |
| 10  | M       | Yuki Otsu         |
| 11  | A       | Randy Wolters     |
| 12  | DM      | Niki Mäenpää      |
| 14  | M       | Oğuzhan Türk      |
| 17  | M       | Quin Kruijsen     |
| 18  | M       | Barry Maguire     |
| 19  | V       | Harry Ascroft     |
| 20  | A       | Leon de Kogel     |
| 21  | M       | Aron Gielen       |
| 22  | DM      | Eric Verstappen   |
| 23  | A       | Travis Cooper     |
| 24  | V       | Roy Heesen        |
| 25  | V       | Jeffrey Altheer   |
| 26  | V       | Joeri Schroijen   |
| 27  | A       | Dyon Gijzen       |
| 28  | A       | Bas Hendriks      |
| 28  | A       | Vito van Crooij   |
| 28  | M       | Colin van Gool    |
| 29  | M       | Selman Sevinç     |
| 31  | A       | Daan Verlijsdonk  |
| 31  | A       | Maiky Fecunda     |
| 32  | V       | Dylan Donkers     |
| 32  | A       | Shaquille Simmons |

### Aangetrokken spelers
- Harry Ascroft van Sydney University
- Pim Balkestein, was door Brentford FC verhuurd aan AFC Wimbledon
- Vito van Crooij, eigen jeugd
- Dylan Donkers, eigen jeugd
- Maiky Fecunda, eigen jeugd
- Dyon Gijzen, eigen jeugd
- Colin van Gool, eigen jeugd
- Roy Heesen, was verhuurd aan Helmond Sport
- Bas Hendriks, eigen jeugd
- Leon de Kogel, gehuurd van FC Utrecht
- Quin Kruijsen, was verhuurd aan Fortuna Sittard
- Danny Post van FC Dordrecht
- Jerold Promes van Telstar
- Prince Rajcomar van Fortuna Sittard
- Stan Respen, eigen jeugd
- Selman Sevinç, eigen jeugd
- Shaquille Simmons, eigen jeugd
- Daan Verlijsdonk, eigen jeugd
- Eric Verstappen van Jong PSV
- Danny Wintjens van PEC Zwolle
- Randy Wolters van FC Den Bosch
- Joeri Schroijen, gehuurd van Go Ahead Eagles in de loop van het seizoen

### Uitgaande spelers
- Ahmed Ammi naar KFC Uerdingen 05, was gehuurd van ADO Den Haag
- Roland Bergkamp naar FC Emmen, was gehuurd van Brighton & Hove Albion FC
- Robert Cullen naar Suphanburi FC
- Ricky van Haaren naar ADO Den Haag
- Niclas Heimann naar Energie Cottbus
- Jeffrey Leiwakabessy naar N.E.C.
- Bryan Linssen naar Heracles Almelo
- Aleksandar Radosavljevič naar Olimpija Ljubljana, was gehuurd van ADO Den Haag
- Kaj Ramsteijn naar Sparta, was gehuurd van Feyenoord
- Ferry de Regt naar Helmond Sport, was verhuurd
- Nils Röseler naar Jong FC Twente, was gehuurd van FC Twente
- Marcel Seip naar Central Coast Mariners
- Robin Udegbe naar KFC Uerdingen
- Ismo Vorstermans naar FC Dordrecht, was gehuurd van FC Utrecht
- Yanic Wildschut naar sc Heerenveen
- Barry Maguire naar FC Den Bosch, in de loop van het seizoen
- Uche Nwofor verhuurd aan sc Heerenveen, in de loop van het seizoen

## Wedstrijden

### Eerste Divisie
Speelronde 1:
| vrijdag 2 augustus 2013, 20:00                                                                                                | FC Eindhoven | 0-0 (0-0) | VVV-Venlo | Opstelling FC Eindhoven | Opstelling VVV-Venlo |  |
| Stadion: Jan Louwers Stadion, Eindhoven Toeschouwers: 2.251 Arbiter: Lindhout                                                 |              |           |           | Muyters, Durwael, Nieveld, N'Toko, Gunst, Van Son 85', Beekmans 59', Waalkens 42' ( Van den Driest), Deschilder, Van den Hurk 69' ( Vermeer), Lagouireh RESERVEBANK: Wagener, Zweegers, Van Geele, Artien | Mäenpää, Joppen , Promes 65' ( Maguire), Balkestein, Fleuren, Kruijsen 85', Altheer, Otsu, Reimerink 46' ( Gijzen 84'), Rajcomar 46' ( Post), Wolters RESERVEBANK: Wintjens, Nwofor, Cooper, Hendriks |  |
| Stadion: Jan Louwers Stadion, Eindhoven Toeschouwers: 2.251 Arbiter: Lindhout                                                 |              |           |           | Muyters, Durwael, Nieveld, N'Toko, Gunst, Van Son 85', Beekmans 59', Waalkens 42' ( Van den Driest), Deschilder, Van den Hurk 69' ( Vermeer), Lagouireh RESERVEBANK: Wagener, Zweegers, Van Geele, Artien | Mäenpää, Joppen , Promes 65' ( Maguire), Balkestein, Fleuren, Kruijsen 85', Altheer, Otsu, Reimerink 46' ( Gijzen 84'), Rajcomar 46' ( Post), Wolters RESERVEBANK: Wintjens, Nwofor, Cooper, Hendriks |  |
| Stadion: Jan Louwers Stadion, Eindhoven Toeschouwers: 2.251 Arbiter: Lindhout                                                 |              |           |           | Muyters, Durwael, Nieveld, N'Toko, Gunst, Van Son 85', Beekmans 59', Waalkens 42' ( Van den Driest), Deschilder, Van den Hurk 69' ( Vermeer), Lagouireh RESERVEBANK: Wagener, Zweegers, Van Geele, Artien | Mäenpää, Joppen , Promes 65' ( Maguire), Balkestein, Fleuren, Kruijsen 85', Altheer, Otsu, Reimerink 46' ( Gijzen 84'), Rajcomar 46' ( Post), Wolters RESERVEBANK: Wintjens, Nwofor, Cooper, Hendriks |  |
| Bijz.: Competitiedebuut Gijzen in het betaalde voetbal. Twee ingelaste drinkpauzes (halverwege 1e en 2e helft) vanwege hitte. |              |           |           | | |  |

Speelronde 2:
| vrijdag 9 augustus 2013, 20:00                                                                              | VVV-Venlo                 | 2-0 (1-0) | Willem II | Opstelling VVV-Venlo | Opstelling Willem II |  |
| Stadion: Stadion De Koel, Venlo Toeschouwers: 4.403 Arbiter: Sanders                                        | 45' Wolters 90' Reimerink |           |           | Mäenpää, Joppen , Promes, Balkestein, Fleuren 71', Post, Otsu 73' ( Altheer), Kruijsen, Reimerink 90', Rajcomar 87' ( Nwofor), Wolters 86' ( Cooper) RESERVEBANK: Wintjens, Gijzen, Hendriks, Sevinç | Meul, Heerkens 46' 80' ( Podevijn), D. Wuytens 65', Peters , Jallo, Messaoud, Vossebelt, Haemhouts 72' ( Ippel), Misidjan 66', Boymans 44', Mamedov 48' ( Andrade) RESERVEBANK: Branderhorst, Van Huijgevoort, Van Zeelst, Mathieu |  |
| Stadion: Stadion De Koel, Venlo Toeschouwers: 4.403 Arbiter: Sanders                                        |                           |           |           | Mäenpää, Joppen , Promes, Balkestein, Fleuren 71', Post, Otsu 73' ( Altheer), Kruijsen, Reimerink 90', Rajcomar 87' ( Nwofor), Wolters 86' ( Cooper) RESERVEBANK: Wintjens, Gijzen, Hendriks, Sevinç | Meul, Heerkens 46' 80' ( Podevijn), D. Wuytens 65', Peters , Jallo, Messaoud, Vossebelt, Haemhouts 72' ( Ippel), Misidjan 66', Boymans 44', Mamedov 48' ( Andrade) RESERVEBANK: Branderhorst, Van Huijgevoort, Van Zeelst, Mathieu |  |
| Stadion: Stadion De Koel, Venlo Toeschouwers: 4.403 Arbiter: Sanders                                        |                           |           |           | Mäenpää, Joppen , Promes, Balkestein, Fleuren 71', Post, Otsu 73' ( Altheer), Kruijsen, Reimerink 90', Rajcomar 87' ( Nwofor), Wolters 86' ( Cooper) RESERVEBANK: Wintjens, Gijzen, Hendriks, Sevinç | Meul, Heerkens 46' 80' ( Podevijn), D. Wuytens 65', Peters , Jallo, Messaoud, Vossebelt, Haemhouts 72' ( Ippel), Misidjan 66', Boymans 44', Mamedov 48' ( Andrade) RESERVEBANK: Branderhorst, Van Huijgevoort, Van Zeelst, Mathieu |  |
| Bijz.: Eerste competitiewedstrijd op kunstgras in De Koel. Competitiedebuut Cooper in het betaalde voetbal. |                           |           |           | | |  |

Speelronde 3:
| zaterdag 17 augustus 2013, 18:45                                      | Sparta      | 1-0 (0-0) | VVV-Venlo | Opstelling Sparta | Opstelling VVV-Venlo |  |
| Stadion: Het Kasteel, Rotterdam Toeschouwers: 5.833 Arbiter: Kamphuis | 51' Voskamp |           |           | Sinouh, Gielisse, Luirink, Ramsteijn, Misidjan, Nieuwendaal, Bel Hassani, Bruinier 88' ( Doğan), De Nooijer, Voskamp 74' ( Bilate), Langedijk 23' 84' ( Deekman) RESERVEBANK: Kortsmit, Van Berkel, El Hassnaoui, Van Hout | Mäenpää 90', Joppen 13', Promes, Balkestein, Fleuren 66' ( Türk), Kruijsen 37', Post, Otsu, Reimerink 75' ( Cooper), Rajcomar 90', Wolters RESERVEBANK: Wintjens, Altheer, Gijzen, Hendriks, Sevinç |  |
| Stadion: Het Kasteel, Rotterdam Toeschouwers: 5.833 Arbiter: Kamphuis |             |           |           | Sinouh, Gielisse, Luirink, Ramsteijn, Misidjan, Nieuwendaal, Bel Hassani, Bruinier 88' ( Doğan), De Nooijer, Voskamp 74' ( Bilate), Langedijk 23' 84' ( Deekman) RESERVEBANK: Kortsmit, Van Berkel, El Hassnaoui, Van Hout | Mäenpää 90', Joppen 13', Promes, Balkestein, Fleuren 66' ( Türk), Kruijsen 37', Post, Otsu, Reimerink 75' ( Cooper), Rajcomar 90', Wolters RESERVEBANK: Wintjens, Altheer, Gijzen, Hendriks, Sevinç |  |
| Stadion: Het Kasteel, Rotterdam Toeschouwers: 5.833 Arbiter: Kamphuis |             |           |           | Sinouh, Gielisse, Luirink, Ramsteijn, Misidjan, Nieuwendaal, Bel Hassani, Bruinier 88' ( Doğan), De Nooijer, Voskamp 74' ( Bilate), Langedijk 23' 84' ( Deekman) RESERVEBANK: Kortsmit, Van Berkel, El Hassnaoui, Van Hout | Mäenpää 90', Joppen 13', Promes, Balkestein, Fleuren 66' ( Türk), Kruijsen 37', Post, Otsu, Reimerink 75' ( Cooper), Rajcomar 90', Wolters RESERVEBANK: Wintjens, Altheer, Gijzen, Hendriks, Sevinç |  |
| Bijz.: Eerste seizoensnederlaag.                                      |             |           |           | | |  |

Speelronde 4:
| vrijdag 23 augustus 2013, 20:00                                              | VVV-Venlo                                 | 3-2 (0-1) | Helmond Sport      | Opstelling VVV-Venlo | Opstelling Helmond Sport |  |
| Stadion: Stadion De Koel, Venlo Toeschouwers: 3.987 Arbiter: Van den Kerkhof | 47' (e.d.) Nieskens 74' Nwofor 85' Cooper |           | 4' Koot 87' Bridji | Mäenpää, Joppen , Promes, Balkestein, Fleuren, Kruijsen, Post 43' ( Altheer), Otsu, Reimerink 46' ( Türk), Nwofor 82' ( Cooper), Wolters RESERVEBANK: Wintjens, Rajcomar, Gijzen, Hendriks | Van der Steen, Kazlauskas, Nieskens 77' ( Janssen), Weuts, Justiana, Brouwers, Visser , Sequeira 89', Koot 82' ( Bridji), Koç, Elbers RESERVEBANK: Watt, Carlos David, Lammers, Verberne, Van de Kerkhof |  |
| Stadion: Stadion De Koel, Venlo Toeschouwers: 3.987 Arbiter: Van den Kerkhof |                                           |           |                    | Mäenpää, Joppen , Promes, Balkestein, Fleuren, Kruijsen, Post 43' ( Altheer), Otsu, Reimerink 46' ( Türk), Nwofor 82' ( Cooper), Wolters RESERVEBANK: Wintjens, Rajcomar, Gijzen, Hendriks | Van der Steen, Kazlauskas, Nieskens 77' ( Janssen), Weuts, Justiana, Brouwers, Visser , Sequeira 89', Koot 82' ( Bridji), Koç, Elbers RESERVEBANK: Watt, Carlos David, Lammers, Verberne, Van de Kerkhof |  |
| Stadion: Stadion De Koel, Venlo Toeschouwers: 3.987 Arbiter: Van den Kerkhof |                                           |           |                    | Mäenpää, Joppen , Promes, Balkestein, Fleuren, Kruijsen, Post 43' ( Altheer), Otsu, Reimerink 46' ( Türk), Nwofor 82' ( Cooper), Wolters RESERVEBANK: Wintjens, Rajcomar, Gijzen, Hendriks | Van der Steen, Kazlauskas, Nieskens 77' ( Janssen), Weuts, Justiana, Brouwers, Visser , Sequeira 89', Koot 82' ( Bridji), Koç, Elbers RESERVEBANK: Watt, Carlos David, Lammers, Verberne, Van de Kerkhof |  |
|                                                                              |                                           |           |                    | | |  |

Speelronde 5:
| vrijdag 30 augustus 2013, 20:00                                       | MVV        | 1-3 (1-1) | VVV-Venlo                          | Opstelling MVV | Opstelling VVV-Venlo |  |
| Stadion: De Geusselt, Maastricht Toeschouwers: 5.535 Arbiter: Sanders | 27' Braken |           | 24' Otsu 59' Rajcomar 84' De Kogel | Castro, Ospitalieri, Knops, Verdellen, Stankov, Rutjes, Van Hyfte , Smeets, Veldmate 75' ( Maria), Braken 86' ( Moustafa), Labylle RESERVEBANK: Derix, Kuipers, Gillis, Winkens, Šećerović | Mäenpää, Joppen , Post, Balkestein, Fleuren, Kruijsen, Türk, Otsu, Reimerink 87' ( Gijzen), Rajcomar 77' ( De Kogel), Wolters RESERVEBANK: Wintjens, Maguire, Hendriks, Sevinç |  |
| Stadion: De Geusselt, Maastricht Toeschouwers: 5.535 Arbiter: Sanders |            |           |                                    | Castro, Ospitalieri, Knops, Verdellen, Stankov, Rutjes, Van Hyfte , Smeets, Veldmate 75' ( Maria), Braken 86' ( Moustafa), Labylle RESERVEBANK: Derix, Kuipers, Gillis, Winkens, Šećerović | Mäenpää, Joppen , Post, Balkestein, Fleuren, Kruijsen, Türk, Otsu, Reimerink 87' ( Gijzen), Rajcomar 77' ( De Kogel), Wolters RESERVEBANK: Wintjens, Maguire, Hendriks, Sevinç |  |
| Stadion: De Geusselt, Maastricht Toeschouwers: 5.535 Arbiter: Sanders |            |           |                                    | Castro, Ospitalieri, Knops, Verdellen, Stankov, Rutjes, Van Hyfte , Smeets, Veldmate 75' ( Maria), Braken 86' ( Moustafa), Labylle RESERVEBANK: Derix, Kuipers, Gillis, Winkens, Šećerović | Mäenpää, Joppen , Post, Balkestein, Fleuren, Kruijsen, Türk, Otsu, Reimerink 87' ( Gijzen), Rajcomar 77' ( De Kogel), Wolters RESERVEBANK: Wintjens, Maguire, Hendriks, Sevinç |  |
| Bijz.: Eerste uitoverwinning VVV van het seizoen.                     |            |           |                                    | | |  |

Speelronde 6:
| maandag 2 september 2013, 20:00                                    | VVV-Venlo                             | 3-0 (0-0) | FC Den Bosch | Opstelling VVV-Venlo | Opstelling FC Den Bosch |  |
| Stadion: Stadion De Koel, Venlo Toeschouwers: 4.300 Arbiter: Honig | 73' Reimerink 83' Balkestein 88' Otsu |           |              | Wintjens, Joppen , Post, Balkestein, Fleuren 41', Kruijsen 76', Türk 79' ( Gijzen), Otsu, Reimerink, Rajcomar 68' ( De Kogel), Wolters 46' ( Altheer) RESERVEBANK: Verstappen, Hendriks, Sevinç | De Ruiter, Tahapary, Hofstede, De Bock, Cruz Vicente, Van den Broek , Kılıç, Boddaert 73' ( Quekel), Zeldenrust 12' ( Bakx), Seuntjens, De Vogel 64' ( Kodalak) RESERVEBANK: Van Beers, Buitenhuis, Boulghalgh, Mols |  |
| Stadion: Stadion De Koel, Venlo Toeschouwers: 4.300 Arbiter: Honig |                                       |           |              | Wintjens, Joppen , Post, Balkestein, Fleuren 41', Kruijsen 76', Türk 79' ( Gijzen), Otsu, Reimerink, Rajcomar 68' ( De Kogel), Wolters 46' ( Altheer) RESERVEBANK: Verstappen, Hendriks, Sevinç | De Ruiter, Tahapary, Hofstede, De Bock, Cruz Vicente, Van den Broek , Kılıç, Boddaert 73' ( Quekel), Zeldenrust 12' ( Bakx), Seuntjens, De Vogel 64' ( Kodalak) RESERVEBANK: Van Beers, Buitenhuis, Boulghalgh, Mols |  |
| Stadion: Stadion De Koel, Venlo Toeschouwers: 4.300 Arbiter: Honig |                                       |           |              | Wintjens, Joppen , Post, Balkestein, Fleuren 41', Kruijsen 76', Türk 79' ( Gijzen), Otsu, Reimerink, Rajcomar 68' ( De Kogel), Wolters 46' ( Altheer) RESERVEBANK: Verstappen, Hendriks, Sevinç | De Ruiter, Tahapary, Hofstede, De Bock, Cruz Vicente, Van den Broek , Kılıç, Boddaert 73' ( Quekel), Zeldenrust 12' ( Bakx), Seuntjens, De Vogel 64' ( Kodalak) RESERVEBANK: Van Beers, Buitenhuis, Boulghalgh, Mols |  |
| Bijz.: Mäenpää ontbreekt in verband met interlandverplichtingen    |                                       |           |              | | |  |

Speelronde 7:
| zaterdag 7 september 2013, 18:45 | FC Dordrecht                                                        | 5-0 (3-0) | VVV-Venlo | Opstelling FC Dordrecht | Opstelling VVV-Venlo |  |
| Stadion: GN Bouw Stadion, Dordrecht Toeschouwers: 3.031 Arbiter: Liesveld                                                                                          | 23' (pen.) Van Nieff 40' Gladon 45' Meulens 69' Van Nieff 90' Korte |           |           | Te Loeke, Fortes, Haddad, Peersman, Van Nieff, Pisas, Alisic 66' ( Ket), Steenvoorden, Meulens 56' ( Korte), Gladon 31', Danso 74' ( Luckermans) RESERVEBANK: Alliet, Carrasco Rodriguez, Gödeken, Vet | Wintjens, Joppen , Altheer, Balkestein 81' ( Sevinç), Kruijsen, Post, Türk, Otsu 46' ( Gijzen), Reimerink 46' ( De Kogel 81'), Rajcomar, Wolters RESERVEBANK: Verstappen, Promes, Hendriks |  |
| Stadion: GN Bouw Stadion, Dordrecht Toeschouwers: 3.031 Arbiter: Liesveld                                                                                          |                                                                     |           |           | Te Loeke, Fortes, Haddad, Peersman, Van Nieff, Pisas, Alisic 66' ( Ket), Steenvoorden, Meulens 56' ( Korte), Gladon 31', Danso 74' ( Luckermans) RESERVEBANK: Alliet, Carrasco Rodriguez, Gödeken, Vet | Wintjens, Joppen , Altheer, Balkestein 81' ( Sevinç), Kruijsen, Post, Türk, Otsu 46' ( Gijzen), Reimerink 46' ( De Kogel 81'), Rajcomar, Wolters RESERVEBANK: Verstappen, Promes, Hendriks |  |
| Stadion: GN Bouw Stadion, Dordrecht Toeschouwers: 3.031 Arbiter: Liesveld                                                                                          |                                                                     |           |           | Te Loeke, Fortes, Haddad, Peersman, Van Nieff, Pisas, Alisic 66' ( Ket), Steenvoorden, Meulens 56' ( Korte), Gladon 31', Danso 74' ( Luckermans) RESERVEBANK: Alliet, Carrasco Rodriguez, Gödeken, Vet | Wintjens, Joppen , Altheer, Balkestein 81' ( Sevinç), Kruijsen, Post, Türk, Otsu 46' ( Gijzen), Reimerink 46' ( De Kogel 81'), Rajcomar, Wolters RESERVEBANK: Verstappen, Promes, Hendriks |  |
| Bijz.: Mäenpää ontbreekt in verband met interlandverplichtingen, Fleuren ontbreekt in verband met eigen bruiloft. Competitiedebuut Sevinç in het betaalde voetbal. |                                                                     |           |           | | |  |

Speelronde 8:
| vrijdag 13 september 2013, 20:00 | VVV-Venlo | 0-4 (0-2) | De Graafschap                                       | Opstelling VVV-Venlo | Opstelling De Graafschap |  |
| Stadion: Stadion De Koel, Venlo Toeschouwers: 4.100 Arbiter: Higler                                                                                       |           |           | 7' Parzyszek 29' Parzyszek 66' Parzyszek 90' Meijer | Mäenpää, Joppen , Altheer, Promes, Fleuren, Post, Türk, Kruijsen 63' ( De Kogel), Reimerink 68' ( Otsu), Rajcomar 27', Wolters 27' 84' ( Gijzen) RESERVEBANK: Wintjens, Cooper, Hendriks, Sevinç | Zwarthoed, Evers 64' ( Will), Bakens 27', Van de Pavert, Massop, Garcia-Calvete, Breinburg 73', Echcharaf 81' ( Meijer), Vincken, Parzyszek, Lazić 60' ( Kabasele) RESERVEBANK: Heusinkveld, Van der Meulen, Pröpper, Maertzdorf |  |
| Stadion: Stadion De Koel, Venlo Toeschouwers: 4.100 Arbiter: Higler                                                                                       |           |           |                                                     | Mäenpää, Joppen , Altheer, Promes, Fleuren, Post, Türk, Kruijsen 63' ( De Kogel), Reimerink 68' ( Otsu), Rajcomar 27', Wolters 27' 84' ( Gijzen) RESERVEBANK: Wintjens, Cooper, Hendriks, Sevinç | Zwarthoed, Evers 64' ( Will), Bakens 27', Van de Pavert, Massop, Garcia-Calvete, Breinburg 73', Echcharaf 81' ( Meijer), Vincken, Parzyszek, Lazić 60' ( Kabasele) RESERVEBANK: Heusinkveld, Van der Meulen, Pröpper, Maertzdorf |  |
| Stadion: Stadion De Koel, Venlo Toeschouwers: 4.100 Arbiter: Higler                                                                                       |           |           |                                                     | Mäenpää, Joppen , Altheer, Promes, Fleuren, Post, Türk, Kruijsen 63' ( De Kogel), Reimerink 68' ( Otsu), Rajcomar 27', Wolters 27' 84' ( Gijzen) RESERVEBANK: Wintjens, Cooper, Hendriks, Sevinç | Zwarthoed, Evers 64' ( Will), Bakens 27', Van de Pavert, Massop, Garcia-Calvete, Breinburg 73', Echcharaf 81' ( Meijer), Vincken, Parzyszek, Lazić 60' ( Kabasele) RESERVEBANK: Heusinkveld, Van der Meulen, Pröpper, Maertzdorf |  |
| Bijz.: Voor aanvang van de wedstrijd een minuut stilte in verband met overlijden Henk Rayer. 300e officiële wedstrijd Fleuren. Eerste thuisnederlaag VVV. |           |           |                                                     | | |  |

Speelronde 9:
| vrijdag 20 september 2013, 20:00                                   | FC Emmen               | 2-0 (0-0) | VVV-Venlo | Opstelling FC Emmen | Opstelling VVV-Venlo |  |
| Stadion: Stadion Meerdijk, Emmen Toeschouwers: 2.377 Arbiter: Boot | 51' Resida 64' Bannink |           |           | Van der Vlag , Almeida, Luis Pedro, Siekman, Metaj, Olijve, Rozema 66' 80' ( Dantuma), Bannink 81' ( Almubaraki), Resida, Bergkamp 76' ( Weghorst), Martinus RESERVEBANK: Woering, Görtz, Broekhof, De Wit | Mäenpää, Joppen , Promes, Balkestein, Fleuren, Post 23', Türk 27' 68' ( Cooper), Kruijsen, Reimerink, Rajcomar 46' ( De Kogel 55'), Wolters 61' ( Otsu) RESERVEBANK: Wintjens, Gijzen, Hendriks, Sevinç |  |
| Stadion: Stadion Meerdijk, Emmen Toeschouwers: 2.377 Arbiter: Boot |                        |           |           | Van der Vlag , Almeida, Luis Pedro, Siekman, Metaj, Olijve, Rozema 66' 80' ( Dantuma), Bannink 81' ( Almubaraki), Resida, Bergkamp 76' ( Weghorst), Martinus RESERVEBANK: Woering, Görtz, Broekhof, De Wit | Mäenpää, Joppen , Promes, Balkestein, Fleuren, Post 23', Türk 27' 68' ( Cooper), Kruijsen, Reimerink, Rajcomar 46' ( De Kogel 55'), Wolters 61' ( Otsu) RESERVEBANK: Wintjens, Gijzen, Hendriks, Sevinç |  |
| Stadion: Stadion Meerdijk, Emmen Toeschouwers: 2.377 Arbiter: Boot |                        |           |           | Van der Vlag , Almeida, Luis Pedro, Siekman, Metaj, Olijve, Rozema 66' 80' ( Dantuma), Bannink 81' ( Almubaraki), Resida, Bergkamp 76' ( Weghorst), Martinus RESERVEBANK: Woering, Görtz, Broekhof, De Wit | Mäenpää, Joppen , Promes, Balkestein, Fleuren, Post 23', Türk 27' 68' ( Cooper), Kruijsen, Reimerink, Rajcomar 46' ( De Kogel 55'), Wolters 61' ( Otsu) RESERVEBANK: Wintjens, Gijzen, Hendriks, Sevinç |  |
|                                                                    |                        |           |           | | |  |

Speelronde 10:
| zondag 29 september 2013, 14:30 | VVV-Venlo     | 1-1 (1-1) | Fortuna Sittard | Opstelling VVV-Venlo | Opstelling Fortuna Sittard |  |
| Stadion: Stadion De Koel, Venlo Toeschouwers: 4.900 Arbiter: Van den Kerkhof | 32' Reimerink |           | 23' N'Koyi      | Mäenpää, Joppen , Promes, Balkestein, Fleuren, Post, Türk 63' ( Otsu), Kruijsen, Reimerink 68' ( Cooper), Rajcomar 63' ( De Kogel), Wolters RESERVEBANK: Wintjens, Gijzen, Hendriks, Sevinç | Kaya , Briels, De Boer, Janssen, Kis, Khalouta, Zennaro 39' 70' ( Dreesen), Gulpen 78' ( Vankan), Vlug 60' ( Amoah), N'Koyi, Nepomuceno RESERVEBANK: Voss, Žejnilović, Hendrickx, Linssen |  |
| Stadion: Stadion De Koel, Venlo Toeschouwers: 4.900 Arbiter: Van den Kerkhof |               |           |                 | Mäenpää, Joppen , Promes, Balkestein, Fleuren, Post, Türk 63' ( Otsu), Kruijsen, Reimerink 68' ( Cooper), Rajcomar 63' ( De Kogel), Wolters RESERVEBANK: Wintjens, Gijzen, Hendriks, Sevinç | Kaya , Briels, De Boer, Janssen, Kis, Khalouta, Zennaro 39' 70' ( Dreesen), Gulpen 78' ( Vankan), Vlug 60' ( Amoah), N'Koyi, Nepomuceno RESERVEBANK: Voss, Žejnilović, Hendrickx, Linssen |  |
| Stadion: Stadion De Koel, Venlo Toeschouwers: 4.900 Arbiter: Van den Kerkhof |               |           |                 | Mäenpää, Joppen , Promes, Balkestein, Fleuren, Post, Türk 63' ( Otsu), Kruijsen, Reimerink 68' ( Cooper), Rajcomar 63' ( De Kogel), Wolters RESERVEBANK: Wintjens, Gijzen, Hendriks, Sevinç | Kaya , Briels, De Boer, Janssen, Kis, Khalouta, Zennaro 39' 70' ( Dreesen), Gulpen 78' ( Vankan), Vlug 60' ( Amoah), N'Koyi, Nepomuceno RESERVEBANK: Voss, Žejnilović, Hendrickx, Linssen |  |
| Bijz.: Na drie doelpuntloze wedstrijden scoort VVV eindelijk weer een goal. Tussen het doelpunt van Otsu (tegen FC Den Bosch) en Reimerink (in deze wedstrijd) liggen 302 doelpuntloze minuten. |               |           |                 | | |  |

Speelronde 11:
| vrijdag 4 oktober 2013, 20:00                                             | Almere City FC                | 2-2 (2-1) | VVV-Venlo              | Opstelling Almere City FC | Opstelling VVV-Venlo |  |
| Stadion: Almere City Stadion, Almere Toeschouwers: 1.347 Arbiter: Martens | 16' S. Nieuwpoort 33' Dissels |           | 12' Reimerink 54' Otsu | Van Duin, Lilipaly, L. Nieuwpoort 9' 84' ( Ottenhoff), Toet, S. Nieuwpoort 90', Dissels 87' ( Plet), Oost 70', Faik, Boldewijn, Serrarens, Janssen RESERVEBANK: Veenboer, Guerain, Browne, De Wit, Sahingöz | Mäenpää, Joppen , Promes 78' 79' ( Sevinç), Balkestein 90', Fleuren 82', Post 34', Otsu, Kruijsen, Reimerink, De Kogel, Wolters 46' ( Cooper) RESERVEBANK: Wintjens, Rajcomar, Gijzen, Hendriks |  |
| Stadion: Almere City Stadion, Almere Toeschouwers: 1.347 Arbiter: Martens |                               |           |                        | Van Duin, Lilipaly, L. Nieuwpoort 9' 84' ( Ottenhoff), Toet, S. Nieuwpoort 90', Dissels 87' ( Plet), Oost 70', Faik, Boldewijn, Serrarens, Janssen RESERVEBANK: Veenboer, Guerain, Browne, De Wit, Sahingöz | Mäenpää, Joppen , Promes 78' 79' ( Sevinç), Balkestein 90', Fleuren 82', Post 34', Otsu, Kruijsen, Reimerink, De Kogel, Wolters 46' ( Cooper) RESERVEBANK: Wintjens, Rajcomar, Gijzen, Hendriks |  |
| Stadion: Almere City Stadion, Almere Toeschouwers: 1.347 Arbiter: Martens |                               |           |                        | Van Duin, Lilipaly, L. Nieuwpoort 9' 84' ( Ottenhoff), Toet, S. Nieuwpoort 90', Dissels 87' ( Plet), Oost 70', Faik, Boldewijn, Serrarens, Janssen RESERVEBANK: Veenboer, Guerain, Browne, De Wit, Sahingöz | Mäenpää, Joppen , Promes 78' 79' ( Sevinç), Balkestein 90', Fleuren 82', Post 34', Otsu, Kruijsen, Reimerink, De Kogel, Wolters 46' ( Cooper) RESERVEBANK: Wintjens, Rajcomar, Gijzen, Hendriks |  |
|                                                                           |                               |           |                        | | |  |

Speelronde 12:
| zaterdag 12 oktober 2013, 18:45                                                                                                 | FC Oss      | 1-2 (1-1) | VVV-Venlo                    | Opstelling FC Oss | Opstelling VVV-Venlo |  |
| Stadion: Frans Heesen Stadion, Oss Toeschouwers: 937 Arbiter: Lambrechts (België)                                               | 20' Philips |           | 21' (pen.) De Kogel 74' Otsu | Arends, Piqué, Hultermans 21', Jansen, Tissingh, Van den Ouweland 77' ( Falkenstein), D. Janssen 90', Van de Sande, Deenen 64', Opoku, Philips RESERVEBANK: Koopmans, Monteiro, Burgers, Ndefe, J. Janssen | Wintjens, Joppen , Promes, Balkestein, Fleuren, Kruijsen 69' ( Türk), Post 75', Otsu, Reimerink 69' ( Cooper), De Kogel 77' ( Rajcomar), Wolters RESERVEBANK: Verstappen, Gijzen, Hendriks, Sevinç |  |
| Stadion: Frans Heesen Stadion, Oss Toeschouwers: 937 Arbiter: Lambrechts (België)                                               |             |           |                              | Arends, Piqué, Hultermans 21', Jansen, Tissingh, Van den Ouweland 77' ( Falkenstein), D. Janssen 90', Van de Sande, Deenen 64', Opoku, Philips RESERVEBANK: Koopmans, Monteiro, Burgers, Ndefe, J. Janssen | Wintjens, Joppen , Promes, Balkestein, Fleuren, Kruijsen 69' ( Türk), Post 75', Otsu, Reimerink 69' ( Cooper), De Kogel 77' ( Rajcomar), Wolters RESERVEBANK: Verstappen, Gijzen, Hendriks, Sevinç |  |
| Stadion: Frans Heesen Stadion, Oss Toeschouwers: 937 Arbiter: Lambrechts (België)                                               |             |           |                              | Arends, Piqué, Hultermans 21', Jansen, Tissingh, Van den Ouweland 77' ( Falkenstein), D. Janssen 90', Van de Sande, Deenen 64', Opoku, Philips RESERVEBANK: Koopmans, Monteiro, Burgers, Ndefe, J. Janssen | Wintjens, Joppen , Promes, Balkestein, Fleuren, Kruijsen 69' ( Türk), Post 75', Otsu, Reimerink 69' ( Cooper), De Kogel 77' ( Rajcomar), Wolters RESERVEBANK: Verstappen, Gijzen, Hendriks, Sevinç |  |
| Bijz.: Mäenpää ontbreekt in verband met interlandverplichtingen. Eerste overwinning VVV na vijf wedstrijden op rij zonder zege. |             |           |                              | | |  |

Speelronde 13:
| maandag 21 oktober 2013, 20:00                                                              | VVV-Venlo                                                             | 5-1 (2-1) | Jong Ajax  | Opstelling VVV-Venlo | Opstelling Jong Ajax |  |
| Stadion: Stadion De Koel, Venlo Toeschouwers: 4.500 Arbiter: Manschot                       | 40' (pen.) De Kogel 41' De Kogel 53' Wolters 73' Wolters 89' Rajcomar |           | 7' Lobotka | Mäenpää, Joppen , Promes, Balkestein, Fleuren, Post, Otsu 74' ( Türk), Kruijsen, Reimerink, De Kogel 50' 74' ( Rajcomar), Wolters 30' 84' ( Cooper) RESERVEBANK: Wintjens, Altheer, Gijzen, Sevinç | Van der Hart, Martina 69' ( Dankerlui), Bazoer, Riedewald, Kuipers 77', Lobotka, Enoh 68', El Hasnaoui, Meleg 76' (Vermeij), Castillion, De Bondt 57' ( Lazić) RESERVEBANK: Leeuwenburgh, Van Koesveld, Hendriks |  |
| Stadion: Stadion De Koel, Venlo Toeschouwers: 4.500 Arbiter: Manschot                       |                                                                       |           |            | Mäenpää, Joppen , Promes, Balkestein, Fleuren, Post, Otsu 74' ( Türk), Kruijsen, Reimerink, De Kogel 50' 74' ( Rajcomar), Wolters 30' 84' ( Cooper) RESERVEBANK: Wintjens, Altheer, Gijzen, Sevinç | Van der Hart, Martina 69' ( Dankerlui), Bazoer, Riedewald, Kuipers 77', Lobotka, Enoh 68', El Hasnaoui, Meleg 76' (Vermeij), Castillion, De Bondt 57' ( Lazić) RESERVEBANK: Leeuwenburgh, Van Koesveld, Hendriks |  |
| Stadion: Stadion De Koel, Venlo Toeschouwers: 4.500 Arbiter: Manschot                       |                                                                       |           |            | Mäenpää, Joppen , Promes, Balkestein, Fleuren, Post, Otsu 74' ( Türk), Kruijsen, Reimerink, De Kogel 50' 74' ( Rajcomar), Wolters 30' 84' ( Cooper) RESERVEBANK: Wintjens, Altheer, Gijzen, Sevinç | Van der Hart, Martina 69' ( Dankerlui), Bazoer, Riedewald, Kuipers 77', Lobotka, Enoh 68', El Hasnaoui, Meleg 76' (Vermeij), Castillion, De Bondt 57' ( Lazić) RESERVEBANK: Leeuwenburgh, Van Koesveld, Hendriks |  |
| Bijz.: Eerste competitiewedstrijd van VVV in het betaalde voetbal tegen een beloftenelftal. |                                                                       |           |            | | |  |

Speelronde 14:
| maandag 28 oktober 2013, 20:00                                     | Jong FC Twente | 1-1 (0-1) | VVV-Venlo      | Opstelling Jong FC Twente | Opstelling VVV-Venlo |  |
| Stadion: De Grolsch Veste, Enschede Toeschouwers: 390 Arbiter: Bax | 90' Hölscher   |           | 43' Balkestein | Bednarek, Breukers, Martina, Röseler , Kuiper 46' ( Bouma), Pelupessy, Tapia 69' ( Jesgarzewski), Tanda 83' ( Yahaya), Peters, Oosterwijk, Hölscher RESERVEBANK: Dronkers, Bijen, Daniels, Zschusschen | Mäenpää, Joppen , Promes, Balkestein, Fleuren, Post, Otsu 60' ( Türk), Kruijsen 69' 84' ( Altheer), Reimerink, De Kogel 77' ( Rajcomar), Wolters 14' RESERVEBANK: Wintjens, Cooper, Gijzen, Sevinç |  |
| Stadion: De Grolsch Veste, Enschede Toeschouwers: 390 Arbiter: Bax |                |           |                | Bednarek, Breukers, Martina, Röseler , Kuiper 46' ( Bouma), Pelupessy, Tapia 69' ( Jesgarzewski), Tanda 83' ( Yahaya), Peters, Oosterwijk, Hölscher RESERVEBANK: Dronkers, Bijen, Daniels, Zschusschen | Mäenpää, Joppen , Promes, Balkestein, Fleuren, Post, Otsu 60' ( Türk), Kruijsen 69' 84' ( Altheer), Reimerink, De Kogel 77' ( Rajcomar), Wolters 14' RESERVEBANK: Wintjens, Cooper, Gijzen, Sevinç |  |
| Stadion: De Grolsch Veste, Enschede Toeschouwers: 390 Arbiter: Bax |                |           |                | Bednarek, Breukers, Martina, Röseler , Kuiper 46' ( Bouma), Pelupessy, Tapia 69' ( Jesgarzewski), Tanda 83' ( Yahaya), Peters, Oosterwijk, Hölscher RESERVEBANK: Dronkers, Bijen, Daniels, Zschusschen | Mäenpää, Joppen , Promes, Balkestein, Fleuren, Post, Otsu 60' ( Türk), Kruijsen 69' 84' ( Altheer), Reimerink, De Kogel 77' ( Rajcomar), Wolters 14' RESERVEBANK: Wintjens, Cooper, Gijzen, Sevinç |  |
|                                                                    |                |           |                | | |  |

Speelronde 15:
| zondag 3 november 2013, 14:30 | VVV-Venlo | 0-2 (0-0) | Jong PSV                      | Opstelling VVV-Venlo | Opstelling Jong PSV |  |
| Stadion: Stadion De Koel, Venlo Toeschouwers: 3.900 Arbiter: Honig                                                                      |           |           | 80' (pen.) Koch 86' Özbozkurt | Mäenpää, Joppen 79', Altheer 79', Balkestein, Fleuren , Post, Otsu 68', Kruijsen, Reimerink 72' ( Cooper), De Kogel 46' ( Rajcomar), Wolters 64' ( Türk) RESERVEBANK: Wintjens, Gijzen, Sevinç | Van Leer, Manolev 70', Koch , Hermannsson, Tamata, Horsten, Leemans 78' ( Özbozkurt), Noor, Van Overbeek 88' ( Schouw), Bentancourt, Rayhi 90' ( Heesakkers) RESERVEBANK: J. Bertrams, Soomer, Dengering |  |
| Stadion: Stadion De Koel, Venlo Toeschouwers: 3.900 Arbiter: Honig                                                                      |           |           |                               | Mäenpää, Joppen 79', Altheer 79', Balkestein, Fleuren , Post, Otsu 68', Kruijsen, Reimerink 72' ( Cooper), De Kogel 46' ( Rajcomar), Wolters 64' ( Türk) RESERVEBANK: Wintjens, Gijzen, Sevinç | Van Leer, Manolev 70', Koch , Hermannsson, Tamata, Horsten, Leemans 78' ( Özbozkurt), Noor, Van Overbeek 88' ( Schouw), Bentancourt, Rayhi 90' ( Heesakkers) RESERVEBANK: J. Bertrams, Soomer, Dengering |  |
| Stadion: Stadion De Koel, Venlo Toeschouwers: 3.900 Arbiter: Honig                                                                      |           |           |                               | Mäenpää, Joppen 79', Altheer 79', Balkestein, Fleuren , Post, Otsu 68', Kruijsen, Reimerink 72' ( Cooper), De Kogel 46' ( Rajcomar), Wolters 64' ( Türk) RESERVEBANK: Wintjens, Gijzen, Sevinç | Van Leer, Manolev 70', Koch , Hermannsson, Tamata, Horsten, Leemans 78' ( Özbozkurt), Noor, Van Overbeek 88' ( Schouw), Bentancourt, Rayhi 90' ( Heesakkers) RESERVEBANK: J. Bertrams, Soomer, Dengering |  |
| Bijz.: Oorspronkelijke datum: vrijdag 1 november, 20:00. Verschoven in verband met bekerwedstrijd sc Heerenveen-VVV op 31 oktober 2013. |           |           |                               | | |  |

Speelronde 16:
| zondag 10 november 2013, 14:30                                                                   | FC Volendam    | 1-1 (0-0) | VVV-Venlo | Opstelling FC Volendam | Opstelling VVV-Venlo |  |
| Stadion: Kras Stadion, Volendam Toeschouwers: 3.356 Arbiter: Higler                              | 86' H. Veerman |           | 49' Türk  | Timmermans, Koning , Schilder, Schouten 80' ( H. Veerman), Coster, Wattamaleo, Overtoom, Schwiebbe 62' ( Kuwas), Menzo, Marengo, Laghmouchi 87' ( Burleson) RESERVEBANK: Pistoor, L. Tol, Esseboom, D. Tol | Mäenpää, Joppen , Altheer, Balkestein, Fleuren 56', Post, Kruijsen 85', Türk, Reimerink 84' ( Cooper), De Kogel 81' ( Rajcomar), Wolters RESERVEBANK: Wintjens, Otsu, Gijzen, Sevinç, Donkers |  |
| Stadion: Kras Stadion, Volendam Toeschouwers: 3.356 Arbiter: Higler                              |                |           |           | Timmermans, Koning , Schilder, Schouten 80' ( H. Veerman), Coster, Wattamaleo, Overtoom, Schwiebbe 62' ( Kuwas), Menzo, Marengo, Laghmouchi 87' ( Burleson) RESERVEBANK: Pistoor, L. Tol, Esseboom, D. Tol | Mäenpää, Joppen , Altheer, Balkestein, Fleuren 56', Post, Kruijsen 85', Türk, Reimerink 84' ( Cooper), De Kogel 81' ( Rajcomar), Wolters RESERVEBANK: Wintjens, Otsu, Gijzen, Sevinç, Donkers |  |
| Stadion: Kras Stadion, Volendam Toeschouwers: 3.356 Arbiter: Higler                              |                |           |           | Timmermans, Koning , Schilder, Schouten 80' ( H. Veerman), Coster, Wattamaleo, Overtoom, Schwiebbe 62' ( Kuwas), Menzo, Marengo, Laghmouchi 87' ( Burleson) RESERVEBANK: Pistoor, L. Tol, Esseboom, D. Tol | Mäenpää, Joppen , Altheer, Balkestein, Fleuren 56', Post, Kruijsen 85', Türk, Reimerink 84' ( Cooper), De Kogel 81' ( Rajcomar), Wolters RESERVEBANK: Wintjens, Otsu, Gijzen, Sevinç, Donkers |  |
| Bijz.: Joppen speelgerechtigd na succesvol beroep VVV tegen rode kaart in wedstrijd VVV-Jong PSV |                |           |           | | |  |

Speelronde 17:
| zaterdag 16 november 2013, 18:45                                                                      | Excelsior | 0-1 (0-0) | VVV-Venlo            | Opstelling Excelsior | Opstelling VVV-Venlo |  |
| Stadion: Stadion Woudestein, Rotterdam Toeschouwers: 3.011 Arbiter: Van den Kerkhof                   |           |           | 46' (pen.) Reimerink | Deckers, Woudenberg, Fischer , Van Diermen 46', Karami, Auassar, Hutten, Stans 81' 83' ( Vermeulen), Blij 33' 50' ( Mattheij), Veldwijk, Botaka 86' ( Janga) RESERVEBANK: De Jong, Kruys, Eekman, Kalisse | Wintjens, Joppen , Altheer, Balkestein, Fleuren, Post, Gijzen, Türk, Reimerink 90' ( Cooper), Otsu, Wolters 82' ( Rajcomar) RESERVEBANK: Verstappen, De Kogel, Sevinç |  |
| Stadion: Stadion Woudestein, Rotterdam Toeschouwers: 3.011 Arbiter: Van den Kerkhof                   |           |           |                      | Deckers, Woudenberg, Fischer , Van Diermen 46', Karami, Auassar, Hutten, Stans 81' 83' ( Vermeulen), Blij 33' 50' ( Mattheij), Veldwijk, Botaka 86' ( Janga) RESERVEBANK: De Jong, Kruys, Eekman, Kalisse | Wintjens, Joppen , Altheer, Balkestein, Fleuren, Post, Gijzen, Türk, Reimerink 90' ( Cooper), Otsu, Wolters 82' ( Rajcomar) RESERVEBANK: Verstappen, De Kogel, Sevinç |  |
| Stadion: Stadion Woudestein, Rotterdam Toeschouwers: 3.011 Arbiter: Van den Kerkhof                   |           |           |                      | Deckers, Woudenberg, Fischer , Van Diermen 46', Karami, Auassar, Hutten, Stans 81' 83' ( Vermeulen), Blij 33' 50' ( Mattheij), Veldwijk, Botaka 86' ( Janga) RESERVEBANK: De Jong, Kruys, Eekman, Kalisse | Wintjens, Joppen , Altheer, Balkestein, Fleuren, Post, Gijzen, Türk, Reimerink 90' ( Cooper), Otsu, Wolters 82' ( Rajcomar) RESERVEBANK: Verstappen, De Kogel, Sevinç |  |
| Bijz.: Kruijsen geschorst na 5e gele kaart. Mäenpää ontbreekt in verband met interlandverplichtingen. |           |           |                      | | |  |

Speelronde 18:
| vrijdag 22 november 2013, 20:00                                        | VVV-Venlo | 1-1 (1-0) | Telstar    | Opstelling VVV-Venlo | Opstelling Telstar |  |
| Stadion: Stadion De Koel, Venlo Toeschouwers: 3.450 Arbiter: Gerritsen | 8' Gijzen |           | 72' Isoufi | Mäenpää, Joppen , Altheer, Balkestein 56', Fleuren, Post, Türk 80' ( De Kogel), Gijzen 87' ( Sevinç), Reimerink 87' ( Rajcomar), Otsu, Wolters RESERVEBANK: Wintjens, Cooper, Donkers | Varkevisser , Van Essen, Keurntjes 42' ( Salasiwa), Mac Intosh, Kulhan, Klos 54', Isoufi 86' ( Maayen), Lettinga, Van Mieghem, Matusiwa, Marveggio 40' RESERVEBANK: Ponk, Zonneveld, Kok |  |
| Stadion: Stadion De Koel, Venlo Toeschouwers: 3.450 Arbiter: Gerritsen |           |           |            | Mäenpää, Joppen , Altheer, Balkestein 56', Fleuren, Post, Türk 80' ( De Kogel), Gijzen 87' ( Sevinç), Reimerink 87' ( Rajcomar), Otsu, Wolters RESERVEBANK: Wintjens, Cooper, Donkers | Varkevisser , Van Essen, Keurntjes 42' ( Salasiwa), Mac Intosh, Kulhan, Klos 54', Isoufi 86' ( Maayen), Lettinga, Van Mieghem, Matusiwa, Marveggio 40' RESERVEBANK: Ponk, Zonneveld, Kok |  |
| Stadion: Stadion De Koel, Venlo Toeschouwers: 3.450 Arbiter: Gerritsen |           |           |            | Mäenpää, Joppen , Altheer, Balkestein 56', Fleuren, Post, Türk 80' ( De Kogel), Gijzen 87' ( Sevinç), Reimerink 87' ( Rajcomar), Otsu, Wolters RESERVEBANK: Wintjens, Cooper, Donkers | Varkevisser , Van Essen, Keurntjes 42' ( Salasiwa), Mac Intosh, Kulhan, Klos 54', Isoufi 86' ( Maayen), Lettinga, Van Mieghem, Matusiwa, Marveggio 40' RESERVEBANK: Ponk, Zonneveld, Kok |  |
| Bijz.: Kruijsen afwezig in verband met sterfgeval in familie.          |           |           |            | | |  |

Speelronde 19:
| zaterdag 30 november 2013, 18:45                                    | VVV-Venlo                 | 2-0 (1-0) | Achilles '29 | Opstelling VVV-Venlo | Opstelling Achilles '29 |  |
| Stadion: Stadion De Koel, Venlo Toeschouwers: 2.950 Arbiter: Mulder | 24' Wolters 53' Reimerink |           |              | Mäenpää, Joppen , Altheer, Post, Kruijsen, Sevinç 68' 80' ( Balkestein), Türk, Gijzen, Reimerink, Otsu 89' ( Cooper), Wolters 59' 80' ( Rajcomar) RESERVEBANK: Wintjens, De Kogel, Heesen, Donkers | Hengelman, Edwards 86' ( Thomassen 88'), Sanders, Rijnbeek, Verhoeven 64', Sürmeli, Raja Boean 65' ( Hol), Van Straaten 89' ( Van Steen), Hendriks, Van Bochoven, Thoone RESERVEBANK: De Haan, Van der Schot, Roebbers, Zeller |  |
| Stadion: Stadion De Koel, Venlo Toeschouwers: 2.950 Arbiter: Mulder |                           |           |              | Mäenpää, Joppen , Altheer, Post, Kruijsen, Sevinç 68' 80' ( Balkestein), Türk, Gijzen, Reimerink, Otsu 89' ( Cooper), Wolters 59' 80' ( Rajcomar) RESERVEBANK: Wintjens, De Kogel, Heesen, Donkers | Hengelman, Edwards 86' ( Thomassen 88'), Sanders, Rijnbeek, Verhoeven 64', Sürmeli, Raja Boean 65' ( Hol), Van Straaten 89' ( Van Steen), Hendriks, Van Bochoven, Thoone RESERVEBANK: De Haan, Van der Schot, Roebbers, Zeller |  |
| Stadion: Stadion De Koel, Venlo Toeschouwers: 2.950 Arbiter: Mulder |                           |           |              | Mäenpää, Joppen , Altheer, Post, Kruijsen, Sevinç 68' 80' ( Balkestein), Türk, Gijzen, Reimerink, Otsu 89' ( Cooper), Wolters 59' 80' ( Rajcomar) RESERVEBANK: Wintjens, De Kogel, Heesen, Donkers | Hengelman, Edwards 86' ( Thomassen 88'), Sanders, Rijnbeek, Verhoeven 64', Sürmeli, Raja Boean 65' ( Hol), Van Straaten 89' ( Van Steen), Hendriks, Van Bochoven, Thoone RESERVEBANK: De Haan, Van der Schot, Roebbers, Zeller |  |
| Bijz.: 1e competitiewedstrijd ooit van VVV tegen Achilles '29       |                           |           |              | | |  |

Speelronde 20:
| zaterdag 7 december 2013, 18:45                                                      | FC Den Bosch | 1-0 (1-0) | VVV-Venlo | Opstelling FC Den Bosch | Opstelling VVV-Venlo |  |
| Stadion: Stadion De Vliert, 's-Hertogenbosch Toeschouwers: 2.986 Arbiter: Van Sichem | 24' Quekel   |           |           | De Ruiter, Tahapary, Boddaert, Hofstede, Rutten, Maguire 37', Kılıç 60' ( Kodalak), Seuntjens, Bakx, Quekel 90', Zeldenrust 89' ( Thomassen 90') RESERVEBANK: Van Beers, Buitenhuis, Boulghalgh, Sebregts, Statie | Mäenpää, Joppen , Altheer 39', Balkestein, Fleuren, Post 33' ( Kruijsen 40'), Gijzen 67' ( Rajcomar), Türk, Reimerink, Otsu, Wolters 13' 78' ( De Kogel) RESERVEBANK: Wintjens, Cooper, Heesen, Sevinç |  |
| Stadion: Stadion De Vliert, 's-Hertogenbosch Toeschouwers: 2.986 Arbiter: Van Sichem |              |           |           | De Ruiter, Tahapary, Boddaert, Hofstede, Rutten, Maguire 37', Kılıç 60' ( Kodalak), Seuntjens, Bakx, Quekel 90', Zeldenrust 89' ( Thomassen 90') RESERVEBANK: Van Beers, Buitenhuis, Boulghalgh, Sebregts, Statie | Mäenpää, Joppen , Altheer 39', Balkestein, Fleuren, Post 33' ( Kruijsen 40'), Gijzen 67' ( Rajcomar), Türk, Reimerink, Otsu, Wolters 13' 78' ( De Kogel) RESERVEBANK: Wintjens, Cooper, Heesen, Sevinç |  |
| Stadion: Stadion De Vliert, 's-Hertogenbosch Toeschouwers: 2.986 Arbiter: Van Sichem |              |           |           | De Ruiter, Tahapary, Boddaert, Hofstede, Rutten, Maguire 37', Kılıç 60' ( Kodalak), Seuntjens, Bakx, Quekel 90', Zeldenrust 89' ( Thomassen 90') RESERVEBANK: Van Beers, Buitenhuis, Boulghalgh, Sebregts, Statie | Mäenpää, Joppen , Altheer 39', Balkestein, Fleuren, Post 33' ( Kruijsen 40'), Gijzen 67' ( Rajcomar), Türk, Reimerink, Otsu, Wolters 13' 78' ( De Kogel) RESERVEBANK: Wintjens, Cooper, Heesen, Sevinç |  |
|                                                                                      |              |           |           | | |  |

Speelronde 21:
| zondag 15 december 2013, 14:30 | VVV-Venlo                       | 2-0 (1-0) | MVV | Opstelling VVV-Venlo | Opstelling MVV |  |
| Stadion: Stadion De Koel, Venlo Toeschouwers: 4.300 Arbiter: Higler | 4' (pen.) De Kogel 90' De Kogel |           |     | Mäenpää, Joppen , Altheer, Balkestein, Fleuren, Sevinç, Türk 62', Otsu 56' ( Hendriks), Cooper 46' ( Gijzen), De Kogel, Rajcomar 24' 80' ( Kruijsen) RESERVEBANK: Wintjens, Promes, Gielen | Castro, Kuipers, Verdellen 84' ( Maria), Winkens 68' ( Sema), Geenen, Rutjes 61' 76' ( Smeets), Van Hyfte , Schreurs, Ospitalieri 90', Veldmate, Šećerović RESERVEBANK: Derix, Gillis, Stankov, Knops |  |
| Stadion: Stadion De Koel, Venlo Toeschouwers: 4.300 Arbiter: Higler |                                 |           |     | Mäenpää, Joppen , Altheer, Balkestein, Fleuren, Sevinç, Türk 62', Otsu 56' ( Hendriks), Cooper 46' ( Gijzen), De Kogel, Rajcomar 24' 80' ( Kruijsen) RESERVEBANK: Wintjens, Promes, Gielen | Castro, Kuipers, Verdellen 84' ( Maria), Winkens 68' ( Sema), Geenen, Rutjes 61' 76' ( Smeets), Van Hyfte , Schreurs, Ospitalieri 90', Veldmate, Šećerović RESERVEBANK: Derix, Gillis, Stankov, Knops |  |
| Stadion: Stadion De Koel, Venlo Toeschouwers: 4.300 Arbiter: Higler |                                 |           |     | Mäenpää, Joppen , Altheer, Balkestein, Fleuren, Sevinç, Türk 62', Otsu 56' ( Hendriks), Cooper 46' ( Gijzen), De Kogel, Rajcomar 24' 80' ( Kruijsen) RESERVEBANK: Wintjens, Promes, Gielen | Castro, Kuipers, Verdellen 84' ( Maria), Winkens 68' ( Sema), Geenen, Rutjes 61' 76' ( Smeets), Van Hyfte , Schreurs, Ospitalieri 90', Veldmate, Šećerović RESERVEBANK: Derix, Gillis, Stankov, Knops |  |
| Bijz.: Wolters geschorst na 5e gele kaart. 1e doelpunt De Kogel was VVV's 3000e competitiegoal sinds de invoering van het betaalde voetbal. Competitiedebuut Hendriks in het betaalde voetbal. |                                 |           |     | | |  |

Speelronde 22:
| vrijdag 20 december 2013, 20:00                                           | VVV-Venlo   | 1-0 (1-0) | Sparta | Opstelling VVV-Venlo | Opstelling Sparta |  |
| Stadion: Stadion De Koel, Venlo Toeschouwers: 2.250 Arbiter: Van de Graaf | 8' De Kogel |           |        | Mäenpää, Joppen 46' ( Promes), Altheer, Balkestein, Fleuren , Sevinç 77' ( Kruijsen), Türk, Reimerink, De Kogel 87' ( Gijzen), Rajcomar, Wolters RESERVEBANK: Wintjens, Gielen, Heesen, Hendriks | Sinouh , Gielisse, Breedijk, Ramsteijn, Slijngard, Nieuwendaal 60' 81' ( Peeters), El Hassnaoui 61' ( Voskamp 78'), Doğan, Van Hout, Bilate, Langedijk 81' ( De Nooijer) RESERVEBANK: Valk, Luirink, Misidjan, Samsey |  |
| Stadion: Stadion De Koel, Venlo Toeschouwers: 2.250 Arbiter: Van de Graaf |             |           |        | Mäenpää, Joppen 46' ( Promes), Altheer, Balkestein, Fleuren , Sevinç 77' ( Kruijsen), Türk, Reimerink, De Kogel 87' ( Gijzen), Rajcomar, Wolters RESERVEBANK: Wintjens, Gielen, Heesen, Hendriks | Sinouh , Gielisse, Breedijk, Ramsteijn, Slijngard, Nieuwendaal 60' 81' ( Peeters), El Hassnaoui 61' ( Voskamp 78'), Doğan, Van Hout, Bilate, Langedijk 81' ( De Nooijer) RESERVEBANK: Valk, Luirink, Misidjan, Samsey |  |
| Stadion: Stadion De Koel, Venlo Toeschouwers: 2.250 Arbiter: Van de Graaf |             |           |        | Mäenpää, Joppen 46' ( Promes), Altheer, Balkestein, Fleuren , Sevinç 77' ( Kruijsen), Türk, Reimerink, De Kogel 87' ( Gijzen), Rajcomar, Wolters RESERVEBANK: Wintjens, Gielen, Heesen, Hendriks | Sinouh , Gielisse, Breedijk, Ramsteijn, Slijngard, Nieuwendaal 60' 81' ( Peeters), El Hassnaoui 61' ( Voskamp 78'), Doğan, Van Hout, Bilate, Langedijk 81' ( De Nooijer) RESERVEBANK: Valk, Luirink, Misidjan, Samsey |  |
|                                                                           |             |           |        | | |  |

Speelronde 23:
| vrijdag 17 januari 2014, 20:00                                        | Helmond Sport | 1-2 (0-0) | VVV-Venlo                  | Opstelling Helmond Sport | Opstelling VVV-Venlo |  |
| Stadion: Lavans Stadion, Helmond Toeschouwers: 2.840 Arbiter: Sanders | 50' Brouwers  |           | 69' Rajcomar 74' Reimerink | Van der Steen, Siers, Kazlauskas, De Regt 56', Justiana 42', Visser 76' ( Lammers 84'), Brouwers, Luckermans 82' ( Bridji), Elbers 82' ( Nieskens), Janssen, Koç 72' RESERVEBANK: Watt, Koot, Carlos David, Van Geffen | Mäenpää, Joppen , Altheer, Promes 18' ( Balkestein), Fleuren, Post 61', Rajcomar 87' ( Kruijsen), Türk, Reimerink, De Kogel, Wolters RESERVEBANK: Wintjens, Ascroft, Gielen, Gijzen, Sevinç |  |
| Stadion: Lavans Stadion, Helmond Toeschouwers: 2.840 Arbiter: Sanders |               |           |                            | Van der Steen, Siers, Kazlauskas, De Regt 56', Justiana 42', Visser 76' ( Lammers 84'), Brouwers, Luckermans 82' ( Bridji), Elbers 82' ( Nieskens), Janssen, Koç 72' RESERVEBANK: Watt, Koot, Carlos David, Van Geffen | Mäenpää, Joppen , Altheer, Promes 18' ( Balkestein), Fleuren, Post 61', Rajcomar 87' ( Kruijsen), Türk, Reimerink, De Kogel, Wolters RESERVEBANK: Wintjens, Ascroft, Gielen, Gijzen, Sevinç |  |
| Stadion: Lavans Stadion, Helmond Toeschouwers: 2.840 Arbiter: Sanders |               |           |                            | Van der Steen, Siers, Kazlauskas, De Regt 56', Justiana 42', Visser 76' ( Lammers 84'), Brouwers, Luckermans 82' ( Bridji), Elbers 82' ( Nieskens), Janssen, Koç 72' RESERVEBANK: Watt, Koot, Carlos David, Van Geffen | Mäenpää, Joppen , Altheer, Promes 18' ( Balkestein), Fleuren, Post 61', Rajcomar 87' ( Kruijsen), Türk, Reimerink, De Kogel, Wolters RESERVEBANK: Wintjens, Ascroft, Gielen, Gijzen, Sevinç |  |
|                                                                       |               |           |                            | | |  |

Speelronde 24:
| vrijdag 24 januari 2014, 20:00                                                  | Willem II | 0-1 (0-0) | VVV-Venlo      | Opstelling Willem II | Opstelling VVV-Venlo |  |
| Stadion: Koning Willem II Stadion, Tilburg Toeschouwers: 9.300 Arbiter: Janssen |           |           | 86' Balkestein | Swinkels, Van Buuren 89' ( Mathieu), Heerkens, Cornelisse , Jallo, Landzaat 78' ( Ippel), S. Wuytens 84' ( Haemhouts), Messaoud, Ondaan, Andrade 41', Mamedov 21' RESERVEBANK: Meul, Vossebelt, Van Huijgevoort, Van der Ven | Mäenpää, Joppen , Altheer, Balkestein 66', Fleuren, Sevinç 79', Türk, Rajcomar 10', Reimerink 90', De Kogel 63' ( Kruijsen), Wolters 63' 69' ( Schroijen) RESERVEBANK: Wintjens, Ascroft, Gielen, Heesen, Gijzen |  |
| Stadion: Koning Willem II Stadion, Tilburg Toeschouwers: 9.300 Arbiter: Janssen |           |           |                | Swinkels, Van Buuren 89' ( Mathieu), Heerkens, Cornelisse , Jallo, Landzaat 78' ( Ippel), S. Wuytens 84' ( Haemhouts), Messaoud, Ondaan, Andrade 41', Mamedov 21' RESERVEBANK: Meul, Vossebelt, Van Huijgevoort, Van der Ven | Mäenpää, Joppen , Altheer, Balkestein 66', Fleuren, Sevinç 79', Türk, Rajcomar 10', Reimerink 90', De Kogel 63' ( Kruijsen), Wolters 63' 69' ( Schroijen) RESERVEBANK: Wintjens, Ascroft, Gielen, Heesen, Gijzen |  |
| Stadion: Koning Willem II Stadion, Tilburg Toeschouwers: 9.300 Arbiter: Janssen |           |           |                | Swinkels, Van Buuren 89' ( Mathieu), Heerkens, Cornelisse , Jallo, Landzaat 78' ( Ippel), S. Wuytens 84' ( Haemhouts), Messaoud, Ondaan, Andrade 41', Mamedov 21' RESERVEBANK: Meul, Vossebelt, Van Huijgevoort, Van der Ven | Mäenpää, Joppen , Altheer, Balkestein 66', Fleuren, Sevinç 79', Türk, Rajcomar 10', Reimerink 90', De Kogel 63' ( Kruijsen), Wolters 63' 69' ( Schroijen) RESERVEBANK: Wintjens, Ascroft, Gielen, Heesen, Gijzen |  |
| Bijz.: Post geschorst na 5e gele kaart                                          |           |           |                | | |  |

Speelronde 25:
| vrijdag 31 januari 2014, 20:00                                        | VVV-Venlo                       | 2-1 (0-1) | FC Eindhoven | Opstelling VVV-Venlo | Opstelling FC Eindhoven |  |
| Stadion: Stadion De Koel, Venlo Toeschouwers: 4.600 Arbiter: Lindhout | 71' (pen.) De Kogel 90' Wolters |           | 17' De Groot | Mäenpää, Joppen , Altheer, Balkestein 32', Fleuren 83', Post 48', Sevinç, Türk 85' ( Kruijsen), Reimerink, Rajcomar 67' ( De Kogel), Schroijen 69' ( Wolters) RESERVEBANK: Wintjens, Ascroft, Heesen, Gijzen | Van den Kieboom, Durwael, Nieveld 53', 69', De Wilde, Bourdouxhe, Van Son , Waalkens 85' ( Reniers), Vermeer 13', Lagouireh 72' ( N'Toko), De Groot 90' ( Makiavala), Hunte RESERVEBANK: Wagener, Dadda, Van Geele, Swinnen |  |
| Stadion: Stadion De Koel, Venlo Toeschouwers: 4.600 Arbiter: Lindhout |                                 |           |              | Mäenpää, Joppen , Altheer, Balkestein 32', Fleuren 83', Post 48', Sevinç, Türk 85' ( Kruijsen), Reimerink, Rajcomar 67' ( De Kogel), Schroijen 69' ( Wolters) RESERVEBANK: Wintjens, Ascroft, Heesen, Gijzen | Van den Kieboom, Durwael, Nieveld 53', 69', De Wilde, Bourdouxhe, Van Son , Waalkens 85' ( Reniers), Vermeer 13', Lagouireh 72' ( N'Toko), De Groot 90' ( Makiavala), Hunte RESERVEBANK: Wagener, Dadda, Van Geele, Swinnen |  |
| Stadion: Stadion De Koel, Venlo Toeschouwers: 4.600 Arbiter: Lindhout |                                 |           |              | Mäenpää, Joppen , Altheer, Balkestein 32', Fleuren 83', Post 48', Sevinç, Türk 85' ( Kruijsen), Reimerink, Rajcomar 67' ( De Kogel), Schroijen 69' ( Wolters) RESERVEBANK: Wintjens, Ascroft, Heesen, Gijzen | Van den Kieboom, Durwael, Nieveld 53', 69', De Wilde, Bourdouxhe, Van Son , Waalkens 85' ( Reniers), Vermeer 13', Lagouireh 72' ( N'Toko), De Groot 90' ( Makiavala), Hunte RESERVEBANK: Wagener, Dadda, Van Geele, Swinnen |  |
|                                                                       |                                 |           |              | | |  |

Speelronde 26:
| maandag 10 februari 2014, 20:00                                                             | Jong Ajax                                   | 4-1 (1-1) | VVV-Venlo   | Opstelling Jong Ajax | Opstelling VVV-Venlo |  |
| Stadion: Sportpark De Toekomst, Amsterdam Toeschouwers: 432 Arbiter: Manschot               | 40' Andersen 52' Kishna 57' De Sa 90' De Sa |           | 6' De Kogel | Van der Hart, Ligeon, Van der Hoorn, Denswil , Tete, Lobotka 81' ( El Hasnaoui), Van den Boomen, Andersen, De Sa, Kishna 88' ( Becker), Sana RESERVEBANK: Leeuwenburgh, Kuipers, De Bondt, Hendriks, Meleg | Mäenpää, Joppen , Altheer 15' ( Rajcomar), Balkestein, Schroijen, Post 79' ( Heesen), Türk 58', Kruijsen, Reimerink, De Kogel, Wolters RESERVEBANK: Wintjens, Gielen, Gijzen, Van Crooij, Donkers |  |
| Stadion: Sportpark De Toekomst, Amsterdam Toeschouwers: 432 Arbiter: Manschot               |                                             |           |             | Van der Hart, Ligeon, Van der Hoorn, Denswil , Tete, Lobotka 81' ( El Hasnaoui), Van den Boomen, Andersen, De Sa, Kishna 88' ( Becker), Sana RESERVEBANK: Leeuwenburgh, Kuipers, De Bondt, Hendriks, Meleg | Mäenpää, Joppen , Altheer 15' ( Rajcomar), Balkestein, Schroijen, Post 79' ( Heesen), Türk 58', Kruijsen, Reimerink, De Kogel, Wolters RESERVEBANK: Wintjens, Gielen, Gijzen, Van Crooij, Donkers |  |
| Stadion: Sportpark De Toekomst, Amsterdam Toeschouwers: 432 Arbiter: Manschot               |                                             |           |             | Van der Hart, Ligeon, Van der Hoorn, Denswil , Tete, Lobotka 81' ( El Hasnaoui), Van den Boomen, Andersen, De Sa, Kishna 88' ( Becker), Sana RESERVEBANK: Leeuwenburgh, Kuipers, De Bondt, Hendriks, Meleg | Mäenpää, Joppen , Altheer 15' ( Rajcomar), Balkestein, Schroijen, Post 79' ( Heesen), Türk 58', Kruijsen, Reimerink, De Kogel, Wolters RESERVEBANK: Wintjens, Gielen, Gijzen, Van Crooij, Donkers |  |
| Bijz.: Fleuren geschorst na 5e gele kaart. Competitiedebuut Heesen in het betaalde voetbal. |                                             |           |             | | |  |

Speelronde 27:
| vrijdag 14 februari 2014, 20:00                                                                              | VVV-Venlo                      | 3-0 (3-0) | Jong FC Twente | Opstelling VVV-Venlo | Opstelling Jong FC Twente |  |
| Stadion: Stadion De Koel, Venlo Toeschouwers: 4.200 Arbiter: Sanders                                         | 6' Wolters 26' Türk 29' Sevinç |           |                | Mäenpää, Joppen , Post, Balkestein, Fleuren, Kruijsen, Sevinç 78' ( Gijzen), Türk, Reimerink 50' ( Schroijen), De Kogel, Wolters 89' ( Gielen) RESERVEBANK: Wintjens, Rajcomar, Ascroft, Heesen | Bednarek, Kwee, Bijen , Bouma, Engberink, Pelupessy, Tanda 75' ( Fillinger), Yahaya 76', Jesgarzewski 69' ( Bleker), Vida 71' ( Rendla), Daniels RESERVEBANK: Dronkers, Gebben, Gortemaker, Verlaan |  |
| Stadion: Stadion De Koel, Venlo Toeschouwers: 4.200 Arbiter: Sanders                                         |                                |           |                | Mäenpää, Joppen , Post, Balkestein, Fleuren, Kruijsen, Sevinç 78' ( Gijzen), Türk, Reimerink 50' ( Schroijen), De Kogel, Wolters 89' ( Gielen) RESERVEBANK: Wintjens, Rajcomar, Ascroft, Heesen | Bednarek, Kwee, Bijen , Bouma, Engberink, Pelupessy, Tanda 75' ( Fillinger), Yahaya 76', Jesgarzewski 69' ( Bleker), Vida 71' ( Rendla), Daniels RESERVEBANK: Dronkers, Gebben, Gortemaker, Verlaan |  |
| Stadion: Stadion De Koel, Venlo Toeschouwers: 4.200 Arbiter: Sanders                                         |                                |           |                | Mäenpää, Joppen , Post, Balkestein, Fleuren, Kruijsen, Sevinç 78' ( Gijzen), Türk, Reimerink 50' ( Schroijen), De Kogel, Wolters 89' ( Gielen) RESERVEBANK: Wintjens, Rajcomar, Ascroft, Heesen | Bednarek, Kwee, Bijen , Bouma, Engberink, Pelupessy, Tanda 75' ( Fillinger), Yahaya 76', Jesgarzewski 69' ( Bleker), Vida 71' ( Rendla), Daniels RESERVEBANK: Dronkers, Gebben, Gortemaker, Verlaan |  |
| Bijz.: VVV winnaar derde periode, plaatsing voor play-offs. Competitiedebuut Gielen in het betaalde voetbal. |                                |           |                | | |  |

Speelronde 28:
| vrijdag 21 februari 2014, 20:00                                       | VVV-Venlo | 0-2 (0-1) | Excelsior              | Opstelling VVV-Venlo | Opstelling Excelsior |  |
| Stadion: Stadion De Koel, Venlo Toeschouwers: 4.100 Arbiter: Makkelie |           |           | 28' Auassar 90' Botaka | Mäenpää, Joppen , Post 77' ( Heesen), Balkestein, Fleuren, Kruijsen 64' ( Rajcomar), Sevinç, Türk 74', Reimerink 64' ( Schroijen), De Kogel, Wolters RESERVEBANK: Wintjens, Ascroft, Gielen, Gijzen | Deckers, Karami, Mattheij, Van Diermen, Woudenberg, Kruys, Stans , Auassar, Botaka, Veldwijk, Hutten 71' ( Vermeulen) RESERVEBANK: De Jong, Janga, Brito, Eekman, Kalisse, Van Kippersluis |  |
| Stadion: Stadion De Koel, Venlo Toeschouwers: 4.100 Arbiter: Makkelie |           |           |                        | Mäenpää, Joppen , Post 77' ( Heesen), Balkestein, Fleuren, Kruijsen 64' ( Rajcomar), Sevinç, Türk 74', Reimerink 64' ( Schroijen), De Kogel, Wolters RESERVEBANK: Wintjens, Ascroft, Gielen, Gijzen | Deckers, Karami, Mattheij, Van Diermen, Woudenberg, Kruys, Stans , Auassar, Botaka, Veldwijk, Hutten 71' ( Vermeulen) RESERVEBANK: De Jong, Janga, Brito, Eekman, Kalisse, Van Kippersluis |  |
| Stadion: Stadion De Koel, Venlo Toeschouwers: 4.100 Arbiter: Makkelie |           |           |                        | Mäenpää, Joppen , Post 77' ( Heesen), Balkestein, Fleuren, Kruijsen 64' ( Rajcomar), Sevinç, Türk 74', Reimerink 64' ( Schroijen), De Kogel, Wolters RESERVEBANK: Wintjens, Ascroft, Gielen, Gijzen | Deckers, Karami, Mattheij, Van Diermen, Woudenberg, Kruys, Stans , Auassar, Botaka, Veldwijk, Hutten 71' ( Vermeulen) RESERVEBANK: De Jong, Janga, Brito, Eekman, Kalisse, Van Kippersluis |  |
|                                                                       |           |           |                        | | |  |

Speelronde 29:
| zondag 2 maart 2014, 16:30                                                  | Telstar                           | 2-1 (3-1) | VVV-Venlo | Opstelling Telstar | Opstelling VVV-Venlo |  |
| Stadion: Tata Steel Stadion, Velsen-Zuid Toeschouwers: 1.724 Arbiter: Honig | 2' Brands 9' Kulhan 90' Van Essen |           | 29' Türk  | Varkevisser, Correia , Mac Intosh, Van Huizen, Kok 57', Kulhan, Lettinga, Isoufi 69' ( Van Essen), Korpershoek, Brands, Van Mieghem RESERVEBANK: Zonneveld, Marveggio, Rifai, Klos, Maayen, Salasiwa | Mäenpää, Joppen 38' ( Ascroft), Altheer 59' ( Reimerink), Balkestein 10', Fleuren, Kruijsen, Türk 73', Sevinç, Wolters 66' ( Gijzen), De Kogel 71', Schroijen RESERVEBANK: Wintjens, Rajcomar, Gielen, Donkers |  |
| Stadion: Tata Steel Stadion, Velsen-Zuid Toeschouwers: 1.724 Arbiter: Honig |                                   |           |           | Varkevisser, Correia , Mac Intosh, Van Huizen, Kok 57', Kulhan, Lettinga, Isoufi 69' ( Van Essen), Korpershoek, Brands, Van Mieghem RESERVEBANK: Zonneveld, Marveggio, Rifai, Klos, Maayen, Salasiwa | Mäenpää, Joppen 38' ( Ascroft), Altheer 59' ( Reimerink), Balkestein 10', Fleuren, Kruijsen, Türk 73', Sevinç, Wolters 66' ( Gijzen), De Kogel 71', Schroijen RESERVEBANK: Wintjens, Rajcomar, Gielen, Donkers |  |
| Stadion: Tata Steel Stadion, Velsen-Zuid Toeschouwers: 1.724 Arbiter: Honig |                                   |           |           | Varkevisser, Correia , Mac Intosh, Van Huizen, Kok 57', Kulhan, Lettinga, Isoufi 69' ( Van Essen), Korpershoek, Brands, Van Mieghem RESERVEBANK: Zonneveld, Marveggio, Rifai, Klos, Maayen, Salasiwa | Mäenpää, Joppen 38' ( Ascroft), Altheer 59' ( Reimerink), Balkestein 10', Fleuren, Kruijsen, Türk 73', Sevinç, Wolters 66' ( Gijzen), De Kogel 71', Schroijen RESERVEBANK: Wintjens, Rajcomar, Gielen, Donkers |  |
| Bijz.: Competitiedebuut Ascroft in het betaalde voetbal.                    |                                   |           |           | | |  |

Speelronde 30:
| zondag 9 maart 2014, 14:30                                                                                           | Achilles '29 | 0-3 (0-3) | VVV-Venlo                               | Opstelling Achilles '29 | Opstelling VVV-Venlo |  |
| Stadion: Sportpark De Heikant, Groesbeek Toeschouwers: 1.485 Arbiter: Pérez                                          |              |           | 16' (pen.) De Kogel 20' Post 34' Gijzen | Hengelman, Van de Groes 25' ( Van Steen), Zeller, Rijnbeek, Verhoeven, Edwards, Schouw 70' ( Sürmeli 84'), Smits , Van Bochoven, Hol, Raja Boean RESERVEBANK: De Haan, Thomassen, Van der Schot | Mäenpää, Ascroft, Altheer 45' 70' ( Respen 88'), Fleuren , Schroijen, Kruijsen, Rajcomar, Gielen 8' ( Post 55' ( Van Crooij)), Reimerink, De Kogel, Gijzen RESERVEBANK: Wintjens, Simmons, Verlijsdonk |  |
| Stadion: Sportpark De Heikant, Groesbeek Toeschouwers: 1.485 Arbiter: Pérez                                          |              |           |                                         | Hengelman, Van de Groes 25' ( Van Steen), Zeller, Rijnbeek, Verhoeven, Edwards, Schouw 70' ( Sürmeli 84'), Smits , Van Bochoven, Hol, Raja Boean RESERVEBANK: De Haan, Thomassen, Van der Schot | Mäenpää, Ascroft, Altheer 45' 70' ( Respen 88'), Fleuren , Schroijen, Kruijsen, Rajcomar, Gielen 8' ( Post 55' ( Van Crooij)), Reimerink, De Kogel, Gijzen RESERVEBANK: Wintjens, Simmons, Verlijsdonk |  |
| Stadion: Sportpark De Heikant, Groesbeek Toeschouwers: 1.485 Arbiter: Pérez                                          |              |           |                                         | Hengelman, Van de Groes 25' ( Van Steen), Zeller, Rijnbeek, Verhoeven, Edwards, Schouw 70' ( Sürmeli 84'), Smits , Van Bochoven, Hol, Raja Boean RESERVEBANK: De Haan, Thomassen, Van der Schot | Mäenpää, Ascroft, Altheer 45' 70' ( Respen 88'), Fleuren , Schroijen, Kruijsen, Rajcomar, Gielen 8' ( Post 55' ( Van Crooij)), Reimerink, De Kogel, Gijzen RESERVEBANK: Wintjens, Simmons, Verlijsdonk |  |
| Bijz.: Balkestein en Türk geschorst na 5e gele kaart. Competitiedebuut Van Crooij en Respen in het betaalde voetbal. |              |           |                                         | | |  |

Speelronde 31:
| vrijdag 14 maart 2014, 20:00                                        | VVV-Venlo | 0-2 (0-1) | FC Dordrecht         | Opstelling VVV-Venlo | Opstelling FC Dordrecht |  |
| Stadion: Stadion De Koel, Venlo Toeschouwers: 4.700 Arbiter: Higler |           |           | 23' Gladon 90' Korte | Mäenpää, Fleuren, Altheer 86', Balkestein 67', Schroijen, Kruijsen 75', Türk , Post 76' ( Joppen), Reimerink 39', Rajcomar 49', Gijzen RESERVEBANK: Wintjens, Ascroft, Respen, Van Crooij, Simmons | Hahn , Fortes, Troost-Ekong, Steenvoorden 83', Peersman, Kousemaker 79' (Vet), Ojo, Loen 79' ( Gosens), Meulens 45', Gladon, Danso 60' ( Korte) RESERVEBANK: Te Loeke, Van Deelen, Snijders, Zschusschen |  |
| Stadion: Stadion De Koel, Venlo Toeschouwers: 4.700 Arbiter: Higler |           |           |                      | Mäenpää, Fleuren, Altheer 86', Balkestein 67', Schroijen, Kruijsen 75', Türk , Post 76' ( Joppen), Reimerink 39', Rajcomar 49', Gijzen RESERVEBANK: Wintjens, Ascroft, Respen, Van Crooij, Simmons | Hahn , Fortes, Troost-Ekong, Steenvoorden 83', Peersman, Kousemaker 79' (Vet), Ojo, Loen 79' ( Gosens), Meulens 45', Gladon, Danso 60' ( Korte) RESERVEBANK: Te Loeke, Van Deelen, Snijders, Zschusschen |  |
| Stadion: Stadion De Koel, Venlo Toeschouwers: 4.700 Arbiter: Higler |           |           |                      | Mäenpää, Fleuren, Altheer 86', Balkestein 67', Schroijen, Kruijsen 75', Türk , Post 76' ( Joppen), Reimerink 39', Rajcomar 49', Gijzen RESERVEBANK: Wintjens, Ascroft, Respen, Van Crooij, Simmons | Hahn , Fortes, Troost-Ekong, Steenvoorden 83', Peersman, Kousemaker 79' (Vet), Ojo, Loen 79' ( Gosens), Meulens 45', Gladon, Danso 60' ( Korte) RESERVEBANK: Te Loeke, Van Deelen, Snijders, Zschusschen |  |
|                                                                     |           |           |                      | | |  |

Speelronde 32:
| vrijdag 21 maart 2014, 20:00 | VVV-Venlo                               | 3-0 (1-0) | FC Oss                    | Opstelling VVV-Venlo | Opstelling FC Oss |  |
| Stadion: Stadion De Koel, Venlo Toeschouwers: 3.900 Arbiter: Kamphuis | 35' (pen.) De Kogel 68' Türk 84' Gijzen |           | 59' Falkenstein 90' Opoku | Mäenpää, Donkers 60' ( Joppen), Ascroft, Balkestein, Schroijen, Post, Türk , Sevinç 82' ( Van Gool), Reimerink, De Kogel 85' ( Hendriks), Gijzen RESERVEBANK: Wintjens, Respen, Van Crooij, Simmons | Koopmans 35', Monteiro, Piqué 61', Van der Sloot 84', Tissingh 73' ( Deckers), D. Janssen, Van den Ouweland 82' ( Tutuarima), Maletić, Sanusi 60', Opoku, Falkenstein RESERVEBANK: Baart, Ramlal, Hultermans, Burgers, Ndefe |  |
| Stadion: Stadion De Koel, Venlo Toeschouwers: 3.900 Arbiter: Kamphuis |                                         |           |                           | Mäenpää, Donkers 60' ( Joppen), Ascroft, Balkestein, Schroijen, Post, Türk , Sevinç 82' ( Van Gool), Reimerink, De Kogel 85' ( Hendriks), Gijzen RESERVEBANK: Wintjens, Respen, Van Crooij, Simmons | Koopmans 35', Monteiro, Piqué 61', Van der Sloot 84', Tissingh 73' ( Deckers), D. Janssen, Van den Ouweland 82' ( Tutuarima), Maletić, Sanusi 60', Opoku, Falkenstein RESERVEBANK: Baart, Ramlal, Hultermans, Burgers, Ndefe |  |
| Stadion: Stadion De Koel, Venlo Toeschouwers: 3.900 Arbiter: Kamphuis |                                         |           |                           | Mäenpää, Donkers 60' ( Joppen), Ascroft, Balkestein, Schroijen, Post, Türk , Sevinç 82' ( Van Gool), Reimerink, De Kogel 85' ( Hendriks), Gijzen RESERVEBANK: Wintjens, Respen, Van Crooij, Simmons | Koopmans 35', Monteiro, Piqué 61', Van der Sloot 84', Tissingh 73' ( Deckers), D. Janssen, Van den Ouweland 82' ( Tutuarima), Maletić, Sanusi 60', Opoku, Falkenstein RESERVEBANK: Baart, Ramlal, Hultermans, Burgers, Ndefe |  |
| Bijz.: Altheer geschorst na rode kaart, Kruijsen geschorst na 7e gele kaart, Rajcomar geschorst na 5e gele kaart. Competitiedebuut Donkers en Van Gool in het betaalde voetbal. |                                         |           |                           | | |  |

Speelronde 33:
| zaterdag 29 maart 2014, 16:30                                               | De Graafschap                        | 3-1 (2-0) | VVV-Venlo    | Opstelling De Graafschap | Opstelling VVV-Venlo |  |
| Stadion: De Vijverberg, Doetinchem Toeschouwers: 6.896 Arbiter: Wiedemeijer | 6' Kabasele 14' Kabasele 78' Vermeij |           | 56' Rajcomar | Zwarthoed, Will 76' ( Evers), Pröpper, Van de Pavert, Lazić, Vincken, Linssen , Echcharaf 32' 72' ( Cavlan), Koolhof, Vermeij, Kabasele 64' ( Darri) RESERVEBANK: Heusinkveld, Massop, Menting, Maertzdorf | Mäenpää, Ascroft, Altheer, Balkestein, Schroijen, Sevinç 86' ( Hendriks), Türk , Kruijsen 27', Reimerink 48', 85', De Kogel 46' ( Rajcomar), Gijzen 81' ( Donkers) RESERVEBANK: Wintjens, Post, Van Gool |  |
| Stadion: De Vijverberg, Doetinchem Toeschouwers: 6.896 Arbiter: Wiedemeijer |                                      |           |              | Zwarthoed, Will 76' ( Evers), Pröpper, Van de Pavert, Lazić, Vincken, Linssen , Echcharaf 32' 72' ( Cavlan), Koolhof, Vermeij, Kabasele 64' ( Darri) RESERVEBANK: Heusinkveld, Massop, Menting, Maertzdorf | Mäenpää, Ascroft, Altheer, Balkestein, Schroijen, Sevinç 86' ( Hendriks), Türk , Kruijsen 27', Reimerink 48', 85', De Kogel 46' ( Rajcomar), Gijzen 81' ( Donkers) RESERVEBANK: Wintjens, Post, Van Gool |  |
| Stadion: De Vijverberg, Doetinchem Toeschouwers: 6.896 Arbiter: Wiedemeijer |                                      |           |              | Zwarthoed, Will 76' ( Evers), Pröpper, Van de Pavert, Lazić, Vincken, Linssen , Echcharaf 32' 72' ( Cavlan), Koolhof, Vermeij, Kabasele 64' ( Darri) RESERVEBANK: Heusinkveld, Massop, Menting, Maertzdorf | Mäenpää, Ascroft, Altheer, Balkestein, Schroijen, Sevinç 86' ( Hendriks), Türk , Kruijsen 27', Reimerink 48', 85', De Kogel 46' ( Rajcomar), Gijzen 81' ( Donkers) RESERVEBANK: Wintjens, Post, Van Gool |  |
|                                                                             |                                      |           |              | | |  |

Speelronde 34:
| vrijdag 4 april 2014, 20:00                                       | VVV-Venlo             | 2-1 (1-1) | FC Emmen     | Opstelling VVV-Venlo | Opstelling FC Emmen |  |
| Stadion: Stadion De Koel, Venlo Toeschouwers: 3.700 Arbiter: Otto | 18' Türk 72' Rajcomar |           | 30' Bergkamp | Mäenpää, Donkers, Ascroft 78', Balkestein, Schroijen 69' ( Wolters), Sevinç 83', Türk , Altheer, Gijzen, Rajcomar, Hendriks 56' ( Fleuren) RESERVEBANK: Wintjens, Van Gool, Gielen, Verlijsdonk | Van der Vlag , Bakkati 38', Görtz, Siekman 28' ( De Wit 40'), Metaj 25', Rozema 80' ( Dantuma), Bannink 76' ( Weghorst), Resida 80' ( Almubaraki), Schokker, Bergkamp, Martinus RESERVEBANK: Woering, Ndayisaba, Barrie, Kampman |  |
| Stadion: Stadion De Koel, Venlo Toeschouwers: 3.700 Arbiter: Otto |                       |           |              | Mäenpää, Donkers, Ascroft 78', Balkestein, Schroijen 69' ( Wolters), Sevinç 83', Türk , Altheer, Gijzen, Rajcomar, Hendriks 56' ( Fleuren) RESERVEBANK: Wintjens, Van Gool, Gielen, Verlijsdonk | Van der Vlag , Bakkati 38', Görtz, Siekman 28' ( De Wit 40'), Metaj 25', Rozema 80' ( Dantuma), Bannink 76' ( Weghorst), Resida 80' ( Almubaraki), Schokker, Bergkamp, Martinus RESERVEBANK: Woering, Ndayisaba, Barrie, Kampman |  |
| Stadion: Stadion De Koel, Venlo Toeschouwers: 3.700 Arbiter: Otto |                       |           |              | Mäenpää, Donkers, Ascroft 78', Balkestein, Schroijen 69' ( Wolters), Sevinç 83', Türk , Altheer, Gijzen, Rajcomar, Hendriks 56' ( Fleuren) RESERVEBANK: Wintjens, Van Gool, Gielen, Verlijsdonk | Van der Vlag , Bakkati 38', Görtz, Siekman 28' ( De Wit 40'), Metaj 25', Rozema 80' ( Dantuma), Bannink 76' ( Weghorst), Resida 80' ( Almubaraki), Schokker, Bergkamp, Martinus RESERVEBANK: Woering, Ndayisaba, Barrie, Kampman |  |
| Bijz.: Reimerink geschorst na rode kaart                          |                       |           |              | | |  |

Speelronde 35:
| vrijdag 11 april 2014, 20:00                                                             | Fortuna Sittard       | 2-1 (2-0) | VVV-Venlo   | Opstelling Fortuna Sittard | Opstelling VVV-Venlo |  |
| Stadion: Offermans Joosten stadion, Sittard Toeschouwers: 4.123 Arbiter: Van den Kerkhof | 16' N'Koyi 39' N'Koyi |           | 59' Wolters | Kaya, Turan, De Boer, Dreesen, Linssen 56', Janssen 83' ( Zennaro), Briels, Voorn , N'Koyi 85' ( Nepomuceno), Khalouta RESERVEBANK: Daniels, Amoah, Gulpen, Kis | Mäenpää, Donkers 57' ( Ascroft), Altheer 85', Balkestein 39' ( Wolters 53'), Fleuren, Sevinç, Türk , Schroijen, Reimerink, Rajcomar, Gijzen 87' ( Cooper) RESERVEBANK: Wintjens, Gielen, Hendriks, Van Gool |  |
| Stadion: Offermans Joosten stadion, Sittard Toeschouwers: 4.123 Arbiter: Van den Kerkhof |                       |           |             | Kaya, Turan, De Boer, Dreesen, Linssen 56', Janssen 83' ( Zennaro), Briels, Voorn , N'Koyi 85' ( Nepomuceno), Khalouta RESERVEBANK: Daniels, Amoah, Gulpen, Kis | Mäenpää, Donkers 57' ( Ascroft), Altheer 85', Balkestein 39' ( Wolters 53'), Fleuren, Sevinç, Türk , Schroijen, Reimerink, Rajcomar, Gijzen 87' ( Cooper) RESERVEBANK: Wintjens, Gielen, Hendriks, Van Gool |  |
| Stadion: Offermans Joosten stadion, Sittard Toeschouwers: 4.123 Arbiter: Van den Kerkhof |                       |           |             | Kaya, Turan, De Boer, Dreesen, Linssen 56', Janssen 83' ( Zennaro), Briels, Voorn , N'Koyi 85' ( Nepomuceno), Khalouta RESERVEBANK: Daniels, Amoah, Gulpen, Kis | Mäenpää, Donkers 57' ( Ascroft), Altheer 85', Balkestein 39' ( Wolters 53'), Fleuren, Sevinç, Türk , Schroijen, Reimerink, Rajcomar, Gijzen 87' ( Cooper) RESERVEBANK: Wintjens, Gielen, Hendriks, Van Gool |  |
|                                                                                          |                       |           |             | | |  |

Speelronde 36:
| vrijdag 18 april 2014, 20:00                                           | VVV-Venlo                          | 3-3 (1-1) | Almere City FC                          | Opstelling VVV-Venlo | Opstelling Almere City FC |  |
| Stadion: Stadion De Koel, Venlo Toeschouwers: 3.900 Arbiter: Gerritsen | 23' Sevinç 56' Sevinç 88' De Kogel |           | 20' Dissels 52' (pen.) Dissels 65' Toet | Wintjens, Ascroft 62' 66' ( Donkers), Fleuren, Balkestein, Schroijen, Sevinç, Türk , Altheer, Reimerink, Rajcomar, Gijzen 66' ( De Kogel) RESERVEBANK: Verstappen, Van Crooij, Van Gool, Gielen, Hendriks | Van Duin, Aktaou, S. Nieuwpoort 82', Keller 55' ( Toet), Ottenhoff, Hoefdraad, Kip, Ahannach, Dissels, Oost 66' ( Boldewijn), Janssen 83' ( Tadmine) RESERVEBANK: Etemadi, Busse, Receveur, L. Nieuwpoort |  |
| Stadion: Stadion De Koel, Venlo Toeschouwers: 3.900 Arbiter: Gerritsen |                                    |           |                                         | Wintjens, Ascroft 62' 66' ( Donkers), Fleuren, Balkestein, Schroijen, Sevinç, Türk , Altheer, Reimerink, Rajcomar, Gijzen 66' ( De Kogel) RESERVEBANK: Verstappen, Van Crooij, Van Gool, Gielen, Hendriks | Van Duin, Aktaou, S. Nieuwpoort 82', Keller 55' ( Toet), Ottenhoff, Hoefdraad, Kip, Ahannach, Dissels, Oost 66' ( Boldewijn), Janssen 83' ( Tadmine) RESERVEBANK: Etemadi, Busse, Receveur, L. Nieuwpoort |  |
| Stadion: Stadion De Koel, Venlo Toeschouwers: 3.900 Arbiter: Gerritsen |                                    |           |                                         | Wintjens, Ascroft 62' 66' ( Donkers), Fleuren, Balkestein, Schroijen, Sevinç, Türk , Altheer, Reimerink, Rajcomar, Gijzen 66' ( De Kogel) RESERVEBANK: Verstappen, Van Crooij, Van Gool, Gielen, Hendriks | Van Duin, Aktaou, S. Nieuwpoort 82', Keller 55' ( Toet), Ottenhoff, Hoefdraad, Kip, Ahannach, Dissels, Oost 66' ( Boldewijn), Janssen 83' ( Tadmine) RESERVEBANK: Etemadi, Busse, Receveur, L. Nieuwpoort |  |
| Bijz.: Wolters geschorst na 7e gele kaart                              |                                    |           |                                         | | |  |

Speelronde 37:
| maandag 2 april 2014, 14:30                                             | Jong PSV           | 2-1 (1-0) | VVV-Venlo     | Opstelling Jong PSV | Opstelling VVV-Venlo |  |
| Stadion: Philips Stadion, Eindhoven Toeschouwers: 1.058 Arbiter: Berben | 38' Vloet 68' Koch |           | 71' Schroijen | J. Bertrams, Dengering 34', De Wijs 73' ( Heesakkers), Koch , Noor, Özbozkurt 87' ( Horsten), Vloet, Leemans, Boljević, Schalk, Rayhi 73' ( Van Overbeek) RESERVEBANK: Van Leer | Mäenpää, Donkers 54' ( Balkestein), Altheer, Fleuren, Schroijen, Sevinç 63' ( Kruijsen), Türk 85', Gijzen 46' ( De Kogel 54'), Reimerink, Rajcomar, Wolters RESERVEBANK: Wintjens, Ascroft, Gielen, Hendriks |  |
| Stadion: Philips Stadion, Eindhoven Toeschouwers: 1.058 Arbiter: Berben |                    |           |               | J. Bertrams, Dengering 34', De Wijs 73' ( Heesakkers), Koch , Noor, Özbozkurt 87' ( Horsten), Vloet, Leemans, Boljević, Schalk, Rayhi 73' ( Van Overbeek) RESERVEBANK: Van Leer | Mäenpää, Donkers 54' ( Balkestein), Altheer, Fleuren, Schroijen, Sevinç 63' ( Kruijsen), Türk 85', Gijzen 46' ( De Kogel 54'), Reimerink, Rajcomar, Wolters RESERVEBANK: Wintjens, Ascroft, Gielen, Hendriks |  |
| Stadion: Philips Stadion, Eindhoven Toeschouwers: 1.058 Arbiter: Berben |                    |           |               | J. Bertrams, Dengering 34', De Wijs 73' ( Heesakkers), Koch , Noor, Özbozkurt 87' ( Horsten), Vloet, Leemans, Boljević, Schalk, Rayhi 73' ( Van Overbeek) RESERVEBANK: Van Leer | Mäenpää, Donkers 54' ( Balkestein), Altheer, Fleuren, Schroijen, Sevinç 63' ( Kruijsen), Türk 85', Gijzen 46' ( De Kogel 54'), Reimerink, Rajcomar, Wolters RESERVEBANK: Wintjens, Ascroft, Gielen, Hendriks |  |
|                                                                         |                    |           |               | | |  |

Speelronde 38:
| vrijdag 25 april 2014, 20:00                                         | VVV-Venlo                                   | 4-0 (1-0) | FC Volendam | Opstelling VVV-Venlo | Opstelling FC Volendam |  |
| Stadion: Stadion De Koel, Venlo Toeschouwers: 3.800 Arbiter: Kuipers | 25' De Kogel 51' De Kogel 53' Türk 64' Türk |           |             | Mäenpää, Fleuren, Altheer, Balkestein, Schroijen, Sevinç 48', Türk , Kruijsen 83' ( Gielen 85'), Reimerink 55' ( Gijzen), De Kogel 68' ( Rajcomar), Wolters RESERVEBANK: Wintjens, Ascroft, Hendriks, Donkers | Timmermans, Esseboom 41' 46' ( H. Veerman), Schilder, Luirink, Coster , Overtoom, Schwiebbe 21' 69' ( Wilffert), Kuwas, Marengo 81', Mühren, Laghmouchi 82' ( Menzo) RESERVEBANK: Pistoor, Schouten, Wattamaleo |  |
| Stadion: Stadion De Koel, Venlo Toeschouwers: 3.800 Arbiter: Kuipers |                                             |           |             | Mäenpää, Fleuren, Altheer, Balkestein, Schroijen, Sevinç 48', Türk , Kruijsen 83' ( Gielen 85'), Reimerink 55' ( Gijzen), De Kogel 68' ( Rajcomar), Wolters RESERVEBANK: Wintjens, Ascroft, Hendriks, Donkers | Timmermans, Esseboom 41' 46' ( H. Veerman), Schilder, Luirink, Coster , Overtoom, Schwiebbe 21' 69' ( Wilffert), Kuwas, Marengo 81', Mühren, Laghmouchi 82' ( Menzo) RESERVEBANK: Pistoor, Schouten, Wattamaleo |  |
| Stadion: Stadion De Koel, Venlo Toeschouwers: 3.800 Arbiter: Kuipers |                                             |           |             | Mäenpää, Fleuren, Altheer, Balkestein, Schroijen, Sevinç 48', Türk , Kruijsen 83' ( Gielen 85'), Reimerink 55' ( Gijzen), De Kogel 68' ( Rajcomar), Wolters RESERVEBANK: Wintjens, Ascroft, Hendriks, Donkers | Timmermans, Esseboom 41' 46' ( H. Veerman), Schilder, Luirink, Coster , Overtoom, Schwiebbe 21' 69' ( Wilffert), Kuwas, Marengo 81', Mühren, Laghmouchi 82' ( Menzo) RESERVEBANK: Pistoor, Schouten, Wattamaleo |  |
|                                                                      |                                             |           |             | | |  |

### Play-offs
Tweede ronde heenwedstrijd:
| donderdag 8 mei 2014, 19:45                                          | VVV-Venlo   | 1-3 (0-1) | FC Dordrecht                  | Opstelling VVV-Venlo | Opstelling FC Dordrecht |  |
| Stadion: Stadion De Koel, Venlo Toeschouwers: 6.500 Arbiter: Nijhuis | 56' Wolters |           | 20' Gladon 85' Vet 90' Mayele | Mäenpää, Fleuren , Altheer, Post 46' ( Joppen), Schroijen, Sevinç 44', Türk 26' ( Gijzen 60'), Kruijsen, Reimerink 82' ( Rajcomar), De Kogel, Wolters RESERVEBANK: Wintjens, Gielen, Van Gool, Fecunda | Hahn , Fortes 36', Steenvoorden, Haddad 45', Peersman, Ojo, Loen 74' ( Vet 87'), Gosens 14', Meulens 89' ( Mayele), Gladon, Korte 58' 81' ( Snijders) RESERVEBANK: Te Loeke, Troost-Ekong, Van Deelen, Alisic |  |
| Stadion: Stadion De Koel, Venlo Toeschouwers: 6.500 Arbiter: Nijhuis |             |           |                               | Mäenpää, Fleuren , Altheer, Post 46' ( Joppen), Schroijen, Sevinç 44', Türk 26' ( Gijzen 60'), Kruijsen, Reimerink 82' ( Rajcomar), De Kogel, Wolters RESERVEBANK: Wintjens, Gielen, Van Gool, Fecunda | Hahn , Fortes 36', Steenvoorden, Haddad 45', Peersman, Ojo, Loen 74' ( Vet 87'), Gosens 14', Meulens 89' ( Mayele), Gladon, Korte 58' 81' ( Snijders) RESERVEBANK: Te Loeke, Troost-Ekong, Van Deelen, Alisic |  |
| Stadion: Stadion De Koel, Venlo Toeschouwers: 6.500 Arbiter: Nijhuis |             |           |                               | Mäenpää, Fleuren , Altheer, Post 46' ( Joppen), Schroijen, Sevinç 44', Türk 26' ( Gijzen 60'), Kruijsen, Reimerink 82' ( Rajcomar), De Kogel, Wolters RESERVEBANK: Wintjens, Gielen, Van Gool, Fecunda | Hahn , Fortes 36', Steenvoorden, Haddad 45', Peersman, Ojo, Loen 74' ( Vet 87'), Gosens 14', Meulens 89' ( Mayele), Gladon, Korte 58' 81' ( Snijders) RESERVEBANK: Te Loeke, Troost-Ekong, Van Deelen, Alisic |  |
|                                                                      |             |           |                               | | |  |

Tweede ronde return:
| zondag 11 mei 2014, 14:30                                                       | FC Dordrecht         | 2-1 (1-0) | VVV-Venlo     | Opstelling FC Dordrecht | Opstelling VVV-Venlo |  |
| Stadion: GN Bouw Stadion, Dordrecht Toeschouwers: 3.198 Arbiter: Blom           | 6' Gladon 83' Fortes |           | 49' Reimerink | Hahn , Fortes 84' ( Van Deelen), Steenvoorden, Haddad, Peersman, Ojo, Loen 85' ( Alisic), Gosens 58' ( Vet), Snijders, Gladon, Korte RESERVEBANK: Te Loeke, Troost-Ekong, Wormgoor, Mayele | Mäenpää, Fecunda, Gielen, Fleuren , Schroijen 83', Sevinç, Rajcomar, Kruijsen, Gijzen 46' ( Reimerink), De Kogel, Wolters 16' RESERVEBANK: Wintjens, Balkestein, Van Gool, Hendriks, Simmons, Van Crooij |  |
| Stadion: GN Bouw Stadion, Dordrecht Toeschouwers: 3.198 Arbiter: Blom           |                      |           |               | Hahn , Fortes 84' ( Van Deelen), Steenvoorden, Haddad, Peersman, Ojo, Loen 85' ( Alisic), Gosens 58' ( Vet), Snijders, Gladon, Korte RESERVEBANK: Te Loeke, Troost-Ekong, Wormgoor, Mayele | Mäenpää, Fecunda, Gielen, Fleuren , Schroijen 83', Sevinç, Rajcomar, Kruijsen, Gijzen 46' ( Reimerink), De Kogel, Wolters 16' RESERVEBANK: Wintjens, Balkestein, Van Gool, Hendriks, Simmons, Van Crooij |  |
| Stadion: GN Bouw Stadion, Dordrecht Toeschouwers: 3.198 Arbiter: Blom           |                      |           |               | Hahn , Fortes 84' ( Van Deelen), Steenvoorden, Haddad, Peersman, Ojo, Loen 85' ( Alisic), Gosens 58' ( Vet), Snijders, Gladon, Korte RESERVEBANK: Te Loeke, Troost-Ekong, Wormgoor, Mayele | Mäenpää, Fecunda, Gielen, Fleuren , Schroijen 83', Sevinç, Rajcomar, Kruijsen, Gijzen 46' ( Reimerink), De Kogel, Wolters 16' RESERVEBANK: Wintjens, Balkestein, Van Gool, Hendriks, Simmons, Van Crooij |  |
| Bijz.: VVV uitgeschakeld, FC Dordrecht paatst zich voor de finale tegen Sparta. |                      |           |               | | |  |

### KNVB beker
Tweede ronde:
| dinsdag 24 september 2013, 20:00 | FC Oss      | 1-2 (0-1) | VVV-Venlo                  | Opstelling FC Oss | Opstelling VVV-Venlo |  |
| Stadion: Frans Heesen Stadion, Oss Toeschouwers: 711 Arbiter: Honig                                                                  | 81' Maletić |           | 41' Rajcomar 89' Reimerink | Arends, Monteiro 79' ( Philips), Piqué, Jansen, Tissingh, D. Janssen, Van den Ouweland , Van de Sande, Deenen, Maletić, Opoku 79' ( Falkenstein) RESERVEBANK: Koopmans, Hultermans, Ndefe | Mäenpää, Joppen , Promes, Balkestein, Fleuren, Post, Türk 90' ( Altheer), Kruijsen, Otsu 44' 76' ( Reimerink 90'), Rajcomar 76' ( Cooper), Wolters RESERVEBANK: Wintjens, Gijzen, Hendriks, Sevinç |  |
| Stadion: Frans Heesen Stadion, Oss Toeschouwers: 711 Arbiter: Honig                                                                  |             |           |                            | Arends, Monteiro 79' ( Philips), Piqué, Jansen, Tissingh, D. Janssen, Van den Ouweland , Van de Sande, Deenen, Maletić, Opoku 79' ( Falkenstein) RESERVEBANK: Koopmans, Hultermans, Ndefe | Mäenpää, Joppen , Promes, Balkestein, Fleuren, Post, Türk 90' ( Altheer), Kruijsen, Otsu 44' 76' ( Reimerink 90'), Rajcomar 76' ( Cooper), Wolters RESERVEBANK: Wintjens, Gijzen, Hendriks, Sevinç |  |
| Stadion: Frans Heesen Stadion, Oss Toeschouwers: 711 Arbiter: Honig                                                                  |             |           |                            | Arends, Monteiro 79' ( Philips), Piqué, Jansen, Tissingh, D. Janssen, Van den Ouweland , Van de Sande, Deenen, Maletić, Opoku 79' ( Falkenstein) RESERVEBANK: Koopmans, Hultermans, Ndefe | Mäenpää, Joppen , Promes, Balkestein, Fleuren, Post, Türk 90' ( Altheer), Kruijsen, Otsu 44' 76' ( Reimerink 90'), Rajcomar 76' ( Cooper), Wolters RESERVEBANK: Wintjens, Gijzen, Hendriks, Sevinç |  |
| Bijz.: Leon de Kogel geschorst na rode kaart. VVV plaatst zich voor het eerst sinds seizoen 2009-2010 weer voor de derde bekerronde. |             |           |                            | | |  |

Derde ronde:
| donderdag 31 oktober 2013, 18:45                                                | sc Heerenveen | 1-0 (1-0) | VVV-Venlo | Opstelling sc Heerenveen | Opstelling VVV-Venlo |  |
| Stadion: Abe Lenstra Stadion, Heerenveen Toeschouwers: 12.000 Arbiter: Makkelie | 22' Zomer     |           |           | Nordfeldt, Van Anholt, Otigba, Zomer, Dijks, Ziyech, De Roon , Eikrem, Van La Parra 70' ( Slagveer), Finnbogason, Wildschut 89' ( Nwofor) RESERVEBANK: Vandenbussche, Kum, De Kamps, Raitala, Van den Berg | Mäenpää, Joppen , Promes 26' ( Altheer), Balkestein, Fleuren, Post, Türk, Otsu, Reimerink 77' ( Rajcomar), De Kogel, Wolters 46' ( Kruijsen) RESERVEBANK: Wintjens, Cooper, Gijzen, Sevinç |  |
| Stadion: Abe Lenstra Stadion, Heerenveen Toeschouwers: 12.000 Arbiter: Makkelie |               |           |           | Nordfeldt, Van Anholt, Otigba, Zomer, Dijks, Ziyech, De Roon , Eikrem, Van La Parra 70' ( Slagveer), Finnbogason, Wildschut 89' ( Nwofor) RESERVEBANK: Vandenbussche, Kum, De Kamps, Raitala, Van den Berg | Mäenpää, Joppen , Promes 26' ( Altheer), Balkestein, Fleuren, Post, Türk, Otsu, Reimerink 77' ( Rajcomar), De Kogel, Wolters 46' ( Kruijsen) RESERVEBANK: Wintjens, Cooper, Gijzen, Sevinç |  |
| Stadion: Abe Lenstra Stadion, Heerenveen Toeschouwers: 12.000 Arbiter: Makkelie |               |           |           | Nordfeldt, Van Anholt, Otigba, Zomer, Dijks, Ziyech, De Roon , Eikrem, Van La Parra 70' ( Slagveer), Finnbogason, Wildschut 89' ( Nwofor) RESERVEBANK: Vandenbussche, Kum, De Kamps, Raitala, Van den Berg | Mäenpää, Joppen , Promes 26' ( Altheer), Balkestein, Fleuren, Post, Türk, Otsu, Reimerink 77' ( Rajcomar), De Kogel, Wolters 46' ( Kruijsen) RESERVEBANK: Wintjens, Cooper, Gijzen, Sevinç |  |
| Bijz.: VVV uitgeschakeld, sc Heerenveen plaatst zich voor de achtste finale.    |               |           |           | | |  |

## Oefenwedstrijden

### Voorbereiding
| dinsdag 2 juli 2013, 19:00                           | VOS | 0-4 (0-2) | VVV-Venlo                                | Opstelling VOS | Opstelling VVV-Venlo |
| Stadion: Sportpark Merelweg, Venlo Toeschouwers: 450 |     |           | 9' Gijzen 31' Nwofor 65' Cooper 70' Türk |                | Wintjens 46' ( Verstappen), Joppen, Mirvić, Balkestein, Fleuren 46' ( Türk ), Kruijsen 80' ( Fleuren), Maguire 35' ( Altheer), Gijzen 46' ( Sevinç), Otsu 46' ( Hendriks), Nwofor 46' ( Verlijsdonk), Reimerink 46' ( Cooper) |
| Stadion: Sportpark Merelweg, Venlo Toeschouwers: 450 |     |           |                                          |                | Wintjens 46' ( Verstappen), Joppen, Mirvić, Balkestein, Fleuren 46' ( Türk ), Kruijsen 80' ( Fleuren), Maguire 35' ( Altheer), Gijzen 46' ( Sevinç), Otsu 46' ( Hendriks), Nwofor 46' ( Verlijsdonk), Reimerink 46' ( Cooper) |
| Stadion: Sportpark Merelweg, Venlo Toeschouwers: 450 |     |           |                                          |                | Wintjens 46' ( Verstappen), Joppen, Mirvić, Balkestein, Fleuren 46' ( Türk ), Kruijsen 80' ( Fleuren), Maguire 35' ( Altheer), Gijzen 46' ( Sevinç), Otsu 46' ( Hendriks), Nwofor 46' ( Verlijsdonk), Reimerink 46' ( Cooper) |
|                                                      |     |           |                                          |                | |

| zaterdag 6 juli 2013, 16:00                                    | HBSV | 0-4 (0-2) | VVV-Venlo                                                  | Opstelling HBSV | Opstelling VVV-Venlo |
| Stadion: Sportpark Schansheide, Hout-Blerick Toeschouwers: 650 |      |           | 14' Reimerink 25' (pen.) Nwofor 67' Verlijsdonk 73' Sevinç |                 | Wintjens 46' ( Verstappen), Joppen 46' ( Respen), Mirvić, Balkestein 46' ( Ascroft), Fleuren , Gijzen 46' ( Hendriks), Altheer 46' ( Sevinç), Otsu, Cooper, Nwofor 46' ( Verlijsdonk), Reimerink |
| Stadion: Sportpark Schansheide, Hout-Blerick Toeschouwers: 650 |      |           |                                                            |                 | Wintjens 46' ( Verstappen), Joppen 46' ( Respen), Mirvić, Balkestein 46' ( Ascroft), Fleuren , Gijzen 46' ( Hendriks), Altheer 46' ( Sevinç), Otsu, Cooper, Nwofor 46' ( Verlijsdonk), Reimerink |
| Stadion: Sportpark Schansheide, Hout-Blerick Toeschouwers: 650 |      |           |                                                            |                 | Wintjens 46' ( Verstappen), Joppen 46' ( Respen), Mirvić, Balkestein 46' ( Ascroft), Fleuren , Gijzen 46' ( Hendriks), Altheer 46' ( Sevinç), Otsu, Cooper, Nwofor 46' ( Verlijsdonk), Reimerink |
|                                                                |      |           |                                                            |                 | |

| dinsdag 9 juli 2013, 19:00                               | KFC Uerdingen 05             | 3-1 (2-0) | VVV-Venlo  | Opstelling KFC Uerdingen 05 | Opstelling VVV-Venlo |  |
| Stadion: Grotenburg-Stadion, Krefeld Toeschouwers: 1.165 | 17' Uzun 29' Baltes 77' Kuta |           | 69' Cooper | Samulewicz, Rubink 64' ( Jakubowski), Touré 75' ( Ibrahim), Alexiou 75' ( Nimptsch), Korte 64' ( Çelik), Ellguth 64' ( Schattner), Issa 75' ( Voorjans), Bougjdi 68' ( Pirschel), Baltes 64' ( Kuta), Lamidi 64' ( Tekkan ), Uzun 75' ( Oehlers) | Mäenpää 46' ( Wintjens), Joppen , Balkestein, Ascroft 66' ( Sevinç), Fleuren, Kruijsen 46' ( Maguire), Altheer, Otsu, Cooper 78' ( Verlijsdonk), Nwofor 64' ( Gijzen), Reimerink |  |
| Stadion: Grotenburg-Stadion, Krefeld Toeschouwers: 1.165 |                              |           |            | Samulewicz, Rubink 64' ( Jakubowski), Touré 75' ( Ibrahim), Alexiou 75' ( Nimptsch), Korte 64' ( Çelik), Ellguth 64' ( Schattner), Issa 75' ( Voorjans), Bougjdi 68' ( Pirschel), Baltes 64' ( Kuta), Lamidi 64' ( Tekkan ), Uzun 75' ( Oehlers) | Mäenpää 46' ( Wintjens), Joppen , Balkestein, Ascroft 66' ( Sevinç), Fleuren, Kruijsen 46' ( Maguire), Altheer, Otsu, Cooper 78' ( Verlijsdonk), Nwofor 64' ( Gijzen), Reimerink |  |
| Stadion: Grotenburg-Stadion, Krefeld Toeschouwers: 1.165 |                              |           |            | Samulewicz, Rubink 64' ( Jakubowski), Touré 75' ( Ibrahim), Alexiou 75' ( Nimptsch), Korte 64' ( Çelik), Ellguth 64' ( Schattner), Issa 75' ( Voorjans), Bougjdi 68' ( Pirschel), Baltes 64' ( Kuta), Lamidi 64' ( Tekkan ), Uzun 75' ( Oehlers) | Mäenpää 46' ( Wintjens), Joppen , Balkestein, Ascroft 66' ( Sevinç), Fleuren, Kruijsen 46' ( Maguire), Altheer, Otsu, Cooper 78' ( Verlijsdonk), Nwofor 64' ( Gijzen), Reimerink |  |
|                                                          |                              |           |            | | |  |

| zaterdag 13 juli 2013, 14:30                                              | VVV-Venlo | 0-1 (0-0) | KRC Genk       | Opstelling VVV-Venlo | Opstelling KRC Genk |  |
| Stadion: Sportpark Bakenbos, Tegelen Toeschouwers: 1.000 Arbiter: Janssen |           |           | 54' Schrijvers | Mäenpää 46' ( Wintjens), Joppen , Balkestein, Promes 46' ( Ascroft), Fleuren, Kruijsen 75' ( Sevinç), Altheer 75' ( Hendriks), Maguire 46' ( Nwofor), Cooper 62' ( Gijzen), Otsu 36', Reimerink | Köteles, Anele, Kara, Koulibaly 74' ( Simaeys), Tshimanga 78' ( Hamalainen), Gorius, Schrijvers 70' 78' ( Ojo), Kumordzi 78' ( Gerkens), Monrose 74' ( Croux), Buffel, Vossen |  |
| Stadion: Sportpark Bakenbos, Tegelen Toeschouwers: 1.000 Arbiter: Janssen |           |           |                | Mäenpää 46' ( Wintjens), Joppen , Balkestein, Promes 46' ( Ascroft), Fleuren, Kruijsen 75' ( Sevinç), Altheer 75' ( Hendriks), Maguire 46' ( Nwofor), Cooper 62' ( Gijzen), Otsu 36', Reimerink | Köteles, Anele, Kara, Koulibaly 74' ( Simaeys), Tshimanga 78' ( Hamalainen), Gorius, Schrijvers 70' 78' ( Ojo), Kumordzi 78' ( Gerkens), Monrose 74' ( Croux), Buffel, Vossen |  |
| Stadion: Sportpark Bakenbos, Tegelen Toeschouwers: 1.000 Arbiter: Janssen |           |           |                | Mäenpää 46' ( Wintjens), Joppen , Balkestein, Promes 46' ( Ascroft), Fleuren, Kruijsen 75' ( Sevinç), Altheer 75' ( Hendriks), Maguire 46' ( Nwofor), Cooper 62' ( Gijzen), Otsu 36', Reimerink | Köteles, Anele, Kara, Koulibaly 74' ( Simaeys), Tshimanga 78' ( Hamalainen), Gorius, Schrijvers 70' 78' ( Ojo), Kumordzi 78' ( Gerkens), Monrose 74' ( Croux), Buffel, Vossen |  |
|                                                                           |           |           |                | | |  |

| zaterdag 20 juli 2013, 16:00                                                                     | VVV-Venlo      | 1-0 (0-0) | OFI Kreta | Opstelling VVV-Venlo | Opstelling OFI Kreta |  |
| Stadion: Stadion De Koel, Venlo Toeschouwers: 1.400 Arbiter: Van Boekel                          | 76' Balkestein |           |           | Mäenpää, Joppen , Balkestein, Promes 64' ( Sevinç), Fleuren, Altheer, Kruijsen, Maguire 64' ( Gijzen), Cooper 71' ( Hendriks), Nwofor 64' ( Rajcomar), Reimerink 79' ( Verlijsdonk) RESERVEBANK: Wintjens | Daskalakis 60' ( Agrimakis), Stathis 60' ( Bourbos), Moniakis 60' ( Milhazes), Zvasiya 60' ( Kourdakis), Damianakis 60' ( Tripotseris), Kalajdžić 60' ( Verón), Ikeng 60' ( Makris), Rovithis 60' ( Fragoulakis), Hoyos 60' ( Koutsianikoulis), Labropoulos 60' ( Vitoros), Kanoulas 60' ( Papazoglou) RESERVEBANK: Banousis, Fazos |  |
| Stadion: Stadion De Koel, Venlo Toeschouwers: 1.400 Arbiter: Van Boekel                          |                |           |           | Mäenpää, Joppen , Balkestein, Promes 64' ( Sevinç), Fleuren, Altheer, Kruijsen, Maguire 64' ( Gijzen), Cooper 71' ( Hendriks), Nwofor 64' ( Rajcomar), Reimerink 79' ( Verlijsdonk) RESERVEBANK: Wintjens | Daskalakis 60' ( Agrimakis), Stathis 60' ( Bourbos), Moniakis 60' ( Milhazes), Zvasiya 60' ( Kourdakis), Damianakis 60' ( Tripotseris), Kalajdžić 60' ( Verón), Ikeng 60' ( Makris), Rovithis 60' ( Fragoulakis), Hoyos 60' ( Koutsianikoulis), Labropoulos 60' ( Vitoros), Kanoulas 60' ( Papazoglou) RESERVEBANK: Banousis, Fazos |  |
| Stadion: Stadion De Koel, Venlo Toeschouwers: 1.400 Arbiter: Van Boekel                          |                |           |           | Mäenpää, Joppen , Balkestein, Promes 64' ( Sevinç), Fleuren, Altheer, Kruijsen, Maguire 64' ( Gijzen), Cooper 71' ( Hendriks), Nwofor 64' ( Rajcomar), Reimerink 79' ( Verlijsdonk) RESERVEBANK: Wintjens | Daskalakis 60' ( Agrimakis), Stathis 60' ( Bourbos), Moniakis 60' ( Milhazes), Zvasiya 60' ( Kourdakis), Damianakis 60' ( Tripotseris), Kalajdžić 60' ( Verón), Ikeng 60' ( Makris), Rovithis 60' ( Fragoulakis), Hoyos 60' ( Koutsianikoulis), Labropoulos 60' ( Vitoros), Kanoulas 60' ( Papazoglou) RESERVEBANK: Banousis, Fazos |  |
| Bijz.: 10e editie Herman Teeuwen Memorial. De eerste wedstrijd in De Koel gespeeld op kunstgras. |                |           |           | | |  |

| zaterdag 27 juli 2013, 18:30                        | VVV-Venlo   | 1-1 (0-0) | KAS Eupen           | Opstelling VVV-Venlo | Opstelling KAS Eupen |  |
| Stadion: Stadion De Koel, Venlo Toeschouwers: 1.020 | 67' Wolters |           | 76' (pen.) Exposito | Mäenpää, Joppen , Balkestein, Promes, Fleuren, Altheer 46' ( Post), Kruijsen 69' ( Sevinç), Gijzen 80' ( Maguire), Reimerink 80' ( Hendriks), Rajcomar 69' ( Nwofor), Wolters 69' ( Cooper) RESERVEBANK: Wintjens, Verlijsdonk | Deumeland, Kenne, Ochoa 46' ( Diédhiou), George 57' ( Kabasele), N'Diaye 70' ( Radebe), Asamoah 74' ( Udo), Bassey 81' ( Mauclet), Diallo 57' ( Kasri), Schouterden 34' ( Taulemesse), Exposito 79' ( D'Ostilio), Lallemand 64' ( Mngadi) |  |
| Stadion: Stadion De Koel, Venlo Toeschouwers: 1.020 |             |           |                     | Mäenpää, Joppen , Balkestein, Promes, Fleuren, Altheer 46' ( Post), Kruijsen 69' ( Sevinç), Gijzen 80' ( Maguire), Reimerink 80' ( Hendriks), Rajcomar 69' ( Nwofor), Wolters 69' ( Cooper) RESERVEBANK: Wintjens, Verlijsdonk | Deumeland, Kenne, Ochoa 46' ( Diédhiou), George 57' ( Kabasele), N'Diaye 70' ( Radebe), Asamoah 74' ( Udo), Bassey 81' ( Mauclet), Diallo 57' ( Kasri), Schouterden 34' ( Taulemesse), Exposito 79' ( D'Ostilio), Lallemand 64' ( Mngadi) |  |
| Stadion: Stadion De Koel, Venlo Toeschouwers: 1.020 |             |           |                     | Mäenpää, Joppen , Balkestein, Promes, Fleuren, Altheer 46' ( Post), Kruijsen 69' ( Sevinç), Gijzen 80' ( Maguire), Reimerink 80' ( Hendriks), Rajcomar 69' ( Nwofor), Wolters 69' ( Cooper) RESERVEBANK: Wintjens, Verlijsdonk | Deumeland, Kenne, Ochoa 46' ( Diédhiou), George 57' ( Kabasele), N'Diaye 70' ( Radebe), Asamoah 74' ( Udo), Bassey 81' ( Mauclet), Diallo 57' ( Kasri), Schouterden 34' ( Taulemesse), Exposito 79' ( D'Ostilio), Lallemand 64' ( Mngadi) |  |
|                                                     |             |           |                     | | |  |

### Tijdens het seizoen
| dinsdag 7 januari 2014, 14:30                               | VVV-Venlo   | 1-1 (0-0) | MVV           | Opstelling VVV-Venlo | Opstelling MVV |  |
| Stadion: Stadion De Koel, Venlo                             | 69' Wolters |           | 81' Šećerović | Mäenpää 46' ( Wintjens), Donkers 46' ( Joppen ), Promes 46' ( Heesen), Ascroft 46' ( Balkestein), Fleuren 46' ( Respen), Post 46' ( Kruijsen), Sevinç 46' ( Gielen), Türk 46' ( Gijzen), Reimerink 46' ( Van Crooij), Rajcomar 46' ( De Kogel), Hendriks 46' ( Wolters) | Castro 66' ( Derix), Stankov 46' ( Geenen), Verdellen 46' ( Kuipers), Knops 66' ( Moustafa), Winkens 66' ( Gillis), Rutjes 46' ( Šećerović), Van Hyfte , Smeets, Schreurs 66' ( Ospitalieri), Veldmate 46' ( La Rosa), Maria |  |
| Stadion: Stadion De Koel, Venlo                             |             |           |               | Mäenpää 46' ( Wintjens), Donkers 46' ( Joppen ), Promes 46' ( Heesen), Ascroft 46' ( Balkestein), Fleuren 46' ( Respen), Post 46' ( Kruijsen), Sevinç 46' ( Gielen), Türk 46' ( Gijzen), Reimerink 46' ( Van Crooij), Rajcomar 46' ( De Kogel), Hendriks 46' ( Wolters) | Castro 66' ( Derix), Stankov 46' ( Geenen), Verdellen 46' ( Kuipers), Knops 66' ( Moustafa), Winkens 66' ( Gillis), Rutjes 46' ( Šećerović), Van Hyfte , Smeets, Schreurs 66' ( Ospitalieri), Veldmate 46' ( La Rosa), Maria |  |
| Stadion: Stadion De Koel, Venlo                             |             |           |               | Mäenpää 46' ( Wintjens), Donkers 46' ( Joppen ), Promes 46' ( Heesen), Ascroft 46' ( Balkestein), Fleuren 46' ( Respen), Post 46' ( Kruijsen), Sevinç 46' ( Gielen), Türk 46' ( Gijzen), Reimerink 46' ( Van Crooij), Rajcomar 46' ( De Kogel), Hendriks 46' ( Wolters) | Castro 66' ( Derix), Stankov 46' ( Geenen), Verdellen 46' ( Kuipers), Knops 66' ( Moustafa), Winkens 66' ( Gillis), Rutjes 46' ( Šećerović), Van Hyfte , Smeets, Schreurs 66' ( Ospitalieri), Veldmate 46' ( La Rosa), Maria |  |
| Bijz.: Uit veiligheidsoverwegingen zonder publiek gespeeld. |             |           |               | | |  |

| vrijdag 10 januari 2014, 14:30               | FC Den Bosch   | 1-0 (1-0) | VVV-Venlo | Opstelling FC Den Bosch | Opstelling VVV-Venlo |  |
| Stadion: Stadion De Vliert, 's-Hertogenbosch | 40' Zeldenrust |           |           | De Ruiter, Tahapary, Boddaert, Hofstede, Rutten, Seuntjens, Kılıç, Van den Broek , Zeldenrust 65' ( Thomassen), Quekel 61' ( Statie), Bakx | Mäenpää, Joppen , Promes 74' ( Gielen), Altheer 46' ( Balkestein), Fleuren 46' ( Ascroft), Reimerink 74' ( Gijzen), Post 46' ( Sevinç), Türk 74' ( Kruijsen), Rajcomar, De Kogel, Wolters 74' ( Hendriks 82' ( Wolters)) RESERVEBANK: Wintjens, Donkers |  |
| Stadion: Stadion De Vliert, 's-Hertogenbosch |                |           |           | De Ruiter, Tahapary, Boddaert, Hofstede, Rutten, Seuntjens, Kılıç, Van den Broek , Zeldenrust 65' ( Thomassen), Quekel 61' ( Statie), Bakx | Mäenpää, Joppen , Promes 74' ( Gielen), Altheer 46' ( Balkestein), Fleuren 46' ( Ascroft), Reimerink 74' ( Gijzen), Post 46' ( Sevinç), Türk 74' ( Kruijsen), Rajcomar, De Kogel, Wolters 74' ( Hendriks 82' ( Wolters)) RESERVEBANK: Wintjens, Donkers |  |
| Stadion: Stadion De Vliert, 's-Hertogenbosch |                |           |           | De Ruiter, Tahapary, Boddaert, Hofstede, Rutten, Seuntjens, Kılıç, Van den Broek , Zeldenrust 65' ( Thomassen), Quekel 61' ( Statie), Bakx | Mäenpää, Joppen , Promes 74' ( Gielen), Altheer 46' ( Balkestein), Fleuren 46' ( Ascroft), Reimerink 74' ( Gijzen), Post 46' ( Sevinç), Türk 74' ( Kruijsen), Rajcomar, De Kogel, Wolters 74' ( Hendriks 82' ( Wolters)) RESERVEBANK: Wintjens, Donkers |  |
|                                              |                |           |           | | |  |

| dinsdag 4 februari 2014, 19:00 | Grenzland-Auswahl | 1-3 (0-1) | VVV-Venlo                            | Opstelling Grenzland-Auswahl | Opstelling VVV-Venlo |
| Stadion: Dr. Ernst van Aaken-Stadion, Schwalmtal-Waldniel Toeschouwers: 650 | 60' Busen         |           | 8' Gijzen 55' Rajcomar 57' Reimerink |                              | Wintjens 46' ( Verstappen), Ascroft, Altheer 46' ( Joppen ), Balkestein 46' ( Heesen), Schroijen 46' ( Fleuren), Gielen, Türk 46' ( Reimerink), Kruijsen, Gijzen, De Kogel 46' ( Rajcomar), Wolters 65' ( Donkers) |
| Stadion: Dr. Ernst van Aaken-Stadion, Schwalmtal-Waldniel Toeschouwers: 650 |                   |           |                                      |                              | Wintjens 46' ( Verstappen), Ascroft, Altheer 46' ( Joppen ), Balkestein 46' ( Heesen), Schroijen 46' ( Fleuren), Gielen, Türk 46' ( Reimerink), Kruijsen, Gijzen, De Kogel 46' ( Rajcomar), Wolters 65' ( Donkers) |
| Stadion: Dr. Ernst van Aaken-Stadion, Schwalmtal-Waldniel Toeschouwers: 650 |                   |           |                                      |                              | Wintjens 46' ( Verstappen), Ascroft, Altheer 46' ( Joppen ), Balkestein 46' ( Heesen), Schroijen 46' ( Fleuren), Gielen, Türk 46' ( Reimerink), Kruijsen, Gijzen, De Kogel 46' ( Rajcomar), Wolters 65' ( Donkers) |
| Bijz.: benefietwedstrijd ten behoeve van kinderkankerpatiënten. Het Duitse regioteam was samengesteld uit spelers van Fortuna Dilkrath, SC Waldniel en 1. FC Viersen, partnerclubs van VVV, en VSF Amern. |                   |           |                                      |                              | |

## Eindstand
| №  | Club             | WG | W  | G  | V  | DV | DT | +/– | Punten |
| -- | ---------------- | -- | -- | -- | -- | -- | -- | --- | ------ |
|    | Willem II        | 38 | 24 | 7  | 7  | 78 | 38 | +40 | 79     |
| 2  | FC Dordrecht     | 38 | 21 | 10 | 7  | 83 | 50 | +33 | 73     |
| 3  | Excelsior        | 38 | 18 | 12 | 8  | 70 | 39 | +31 | 66     |
| 4  | FC Den Bosch     | 38 | 18 | 8  | 12 | 61 | 60 | +1  | 62     |
| 5  | VVV-Venlo        | 38 | 18 | 7  | 13 | 58 | 52 | +6  | 61     |
| 6  | FC Eindhoven     | 38 | 18 | 6  | 14 | 69 | 60 | +9  | 60     |
| 7  | De Graafschap    | 38 | 16 | 10 | 12 | 67 | 48 | +19 | 58     |
| 8  | Fortuna Sittard  | 38 | 15 | 11 | 12 | 59 | 45 | +14 | 56     |
| 9  | FC Volendam      | 38 | 16 | 8  | 14 | 67 | 71 | –4  | 56     |
| 10 | Jong PSV         | 38 | 15 | 9  | 14 | 62 | 57 | +5  | 54     |
| 11 | MVV Maastricht   | 38 | 15 | 8  | 15 | 46 | 46 | 0   | 53     |
| 12 | FC Emmen         | 38 | 14 | 9  | 15 | 64 | 68 | –4  | 51     |
| 13 | Helmond Sport    | 38 | 13 | 12 | 13 | 62 | 67 | –5  | 51     |
| 14 | Jong Ajax        | 38 | 15 | 5  | 18 | 57 | 72 | –15 | 50     |
| 15 | Telstar          | 38 | 13 | 6  | 19 | 50 | 79 | –29 | 45     |
| 16 | Sparta Rotterdam | 38 | 12 | 8  | 18 | 58 | 51 | +7  | 44     |
| 17 | Jong FC Twente   | 38 | 12 | 7  | 19 | 47 | 61 | –14 | 43     |
| 18 | Almere City FC   | 38 | 11 | 8  | 19 | 49 | 65 | –16 | 41     |
| 19 | FC Oss           | 38 | 9  | 4  | 25 | 49 | 78 | –29 | 31     |
| 20 | Achilles '29     | 38 | 6  | 7  | 25 | 40 | 89 | –49 | 25     |

## Statistieken

### Toeschouwers
| №      | Club             | Totaal    | Duels | Gem   | +/–     | Record |
| ------ | ---------------- | --------- | ----- | ----- | ------- | ------ |
| 1      | Willem II        | 175.010   | 19    | 9.211 | –18,6%  | 13.760 |
| 2      | De Graafschap    | 109.649   | 19    | 5.771 | –26,0%  | 9.300  |
| 3      | Sparta Rotterdam | 105.845   | 19    | 5.571 | –21,1%  | 10.221 |
| 4      | MVV Maastricht   | 80.370    | 19    | 4.230 | –18,6%  | 6.656  |
| 5      | VVV-Venlo        | 77.090    | 19    | 4.057 | –40,5%  | 4.900  |
| 6      | FC Den Bosch     | 68.509    | 19    | 3.606 | –5,6%   | 5.287  |
| 7      | FC Volendam      | 62.222    | 19    | 3.275 | –0,4%   | 4.922  |
| 8      | Fortuna Sittard  | 55.648    | 19    | 2.929 | –27,9%  | 5.252  |
| 9      | FC Dordrecht     | 55.307    | 19    | 2.911 | +27,8%  | 4.088  |
| 10     | FC Eindhoven     | 51.513    | 19    | 2.711 | +9,0%   | 3.664  |
| 11     | FC Emmen         | 51.105    | 19    | 2.690 | +11,6%  | 4.520  |
| 12     | Helmond Sport    | 47.912    | 19    | 2.522 | –16,5%  | 3.478  |
| 13     | Excelsior        | 45.436    | 19    | 2.391 | +4,5%   | 3.289  |
| 14     | Telstar          | 36.751    | 19    | 1.934 | +14,8%  | 2.963  |
| 15     | Achilles '29     | 28.370    | 19    | 1.493 | +133,3% | 2.270  |
| 16     | FC Oss           | 27.910    | 19    | 1.469 | –20,3%  | 3.449  |
| 17     | Jong Ajax        | 23.690    | 19    | 1.237 | NIEUW   | 7.064  |
| 18     | Jong PSV         | 33.822    | 19    | 1.204 | NIEUW   | 10.700 |
| 19     | Almere City      | 20.049    | 19    | 1.055 | –7,4%   | 1.648  |
| 20     | Jong FC Twente   | 16.726    | 19    | 879   | NIEUW   | 3.817  |
| Totaal | Totaal           | 1.172.934 | 380   | 3.056 | –15,0%  | 13.760 |

### Eindstand VVV-Venlo in Eerste divisie 2013/2014
| Stand | Gespeeld | Gewonnen | Gelijk | Verloren | Punten | Doelpunten voor | Doelpunten tegen | Gele kaarten | Rode kaarten |
| ----- | -------- | -------- | ------ | -------- | ------ | --------------- | ---------------- | ------------ | ------------ |
| 5e    | 38       | 18       | 7      | 13       | 61     | 58              | 52               | 66           | 3            |

### Stand, punten en doelpunten per speelronde 2013/2014
| Speelronde                            | 1   | 2  | 3  | 4  | 5  | 6  | 7  | 8  | 9   | 10  | 11  | 12 | 13 | 14 | 15  | 16  | 17 | 18 | 19 | 20 | 21 | 22 | 23 | 24 | 25 | 26 | 27 | 28 | 29 | 30 | 31 | 32 | 33 | 34 | 35 | 36 | 37 | 38 | Totaal |
| ------------------------------------- | --- | -- | -- | -- | -- | -- | -- | -- | --- | --- | --- | -- | -- | -- | --- | --- | -- | -- | -- | -- | -- | -- | -- | -- | -- | -- | -- | -- | -- | -- | -- | -- | -- | -- | -- | -- | -- | -- | ------ |
| Aantal punten per speelronde          | 1   | 3  | 0  | 3  | 3  | 3  | 0  | 0  | 0   | 1   | 1   | 3  | 3  | 1  | 0   | 1   | 3  | 1  | 3  | 0  | 3  | 3  | 3  | 3  | 3  | 0  | 3  | 0  | 0  | 3  | 0  | 3  | 0  | 3  | 0  | 1  | 0  | 3  | 61     |
| Aantal punten na speelronde           | 1   | 4  | 4  | 7  | 10 | 13 | 13 | 13 | 13  | 14  | 15  | 18 | 21 | 22 | 22  | 23  | 26 | 27 | 30 | 30 | 33 | 36 | 39 | 42 | 45 | 45 | 48 | 48 | 48 | 51 | 51 | 54 | 54 | 57 | 57 | 58 | 58 | 61 | 61     |
| Stand na speelronde                   | 15e | 3e | 9e | 6e | 3e | 2e | 4e | 6e | 10e | 11e | 11e | 9e | 6e | 8e | 10e | 11e | 7e | 6e | 6e | 6e | 6e | 5e | 4e | 4e | 3e | 3e | 3e | 3e | 4e | 3e | 3e | 3e | 3e | 3e | 4e | 4e | 5e | 5e | 5e     |
| Aantal doelpunten per speelronde      | 0   | 2  | 0  | 3  | 3  | 3  | 0  | 0  | 0   | 1   | 2   | 2  | 5  | 1  | 0   | 1   | 1  | 1  | 2  | 0  | 2  | 1  | 2  | 1  | 2  | 1  | 3  | 0  | 1  | 3  | 0  | 3  | 1  | 2  | 1  | 3  | 1  | 4  | 58     |
| Aantal tegendoelpunten per speelronde | 0   | 0  | 1  | 2  | 1  | 0  | 5  | 4  | 2   | 1   | 2   | 1  | 1  | 1  | 2   | 1   | 0  | 1  | 0  | 1  | 0  | 0  | 1  | 0  | 1  | 4  | 0  | 2  | 3  | 0  | 2  | 2  | 3  | 1  | 2  | 3  | 2  | 0  | 52     |
| Aantal gele kaarten per speelronde    | 2   | 2  | 4  | 0  | 0  | 2  | 1  | 2  | 2   | 0   | 4   | 1  | 2  | 2  | 2   | 2   | 0  | 1  | 2  | 3  | 2  | 0  | 1  | 5  | 3  | 1  | 0  | 1  | 3  | 2  | 4  | 0  | 1  | 2  | 2  | 1  | 2  | 2  | 66     |

### Statistieken
|                          | Eerste divisie | Totaal    |
| ------------------------ | -------------- | --------- |
| Wedstrijden              | 38 van 38      | 38 van 38 |
| Gewonnen                 | 18 van 38      | 18 van 38 |
| Gelijk                   | 7 van 38       | 7 van 38  |
| Verloren                 | 13 van 38      | 13 van 38 |
| Thuis                    | 19 van 19      | 19 van 19 |
| Uit                      | 19 van 19      | 19 van 19 |
| Gele kaarten             | 66             | 66        |
| Rode kaarten             | 3              | 3         |
| 2 × geel in 1 wedstrijd  | 1              | 1         |
| Aantal wissels toegepast | 102            | 102       |
| Doelpunten voor          | 58             | 58        |
| Doelpunten tegen         | 52             | 52        |
| Doelsaldo                | +6             | +6        |
| De nul gehouden          | 11             | 11        |
| Strafschoppen voor       | 7              | 7         |
| Strafschoppen tegen      | 3              | 3         |

Legenda
- W Wedstrijden
- Doelpunt
- Gele kaart
- 2× gele kaart in 1 wedstrijd
- Rode kaart

| Nat.               | Spelersnaam       | Eerste divisie | Eerste divisie | Eerste divisie | Eerste divisie | Eerste divisie |  | KNVB beker | KNVB beker | KNVB beker | KNVB beker | KNVB beker |  | Play-offs | Play-offs | Play-offs | Play-offs | Play-offs |  | Totaal | Totaal | Totaal | Totaal | Totaal |
| ------------------ | ----------------- | -------------- | -------------- | -------------- | -------------- | -------------- |  | ---------- | ---------- | ---------- | ---------- | ---------- |  | --------- | --------- | --------- | --------- | --------- |  | ------ | ------ | ------ | ------ | ------ |
| Nat.               | Spelersnaam       | W              |                |                |                |                |  | W          |            |            |            |            |  | W         |           |           |           |           |  | W      |        |        |        |        |
| Keepers            |                   |                |                |                |                |                |  |            |            |            |            |            |  |           |           |           |           |           |  |        |        |        |        |        |
| Vlag van Finland   | Niki Mäenpää      | 33             | 0              | 1              | 0              | 0              |  | 2          | 0          | 0          | 0          | 0          |  | 2         | 0         | 0         | 0         | 0         |  | 37     | 0      | 1      | 0      | 0      |
| Vlag van Nederland | Eric Verstappen   | 0              | 0              | 0              | 0              | 0              |  | 0          | 0          | 0          | 0          | 0          |  | 0         | 0         | 0         | 0         | 0         |  | 0      | 0      | 0      | 0      | 0      |
| Vlag van Nederland | Danny Wintjens    | 5              | 0              | 0              | 0              | 0              |  | 0          | 0          | 0          | 0          | 0          |  | 0         | 0         | 0         | 0         | 0         |  | 5      | 0      | 0      | 0      | 0      |
| Verdediging        |                   |                |                |                |                |                |  |            |            |            |            |            |  |           |           |           |           |           |  |        |        |        |        |        |
| Vlag van Nederland | Jeffrey Altheer   | 28             | 0              | 4              | 0              | 1              |  | 2          | 0          | 0          | 0          | 0          |  | 1         | 0         | 0         | 0         | 0         |  | 31     | 0      | 4      | 0      | 1      |
| Vlag van Australië | Harry Ascroft     | 7              | 0              | 2              | 0              | 0              |  | 0          | 0          | 0          | 0          | 0          |  | 0         | 0         | 0         | 0         | 0         |  | 7      | 0      | 2      | 0      | 0      |
| Vlag van Nederland | Pim Balkestein    | 36             | 3              | 6              | 0              | 0              |  | 2          | 0          | 0          | 0          | 0          |  | 0         | 0         | 0         | 0         | 0         |  | 38     | 3      | 6      | 0      | 0      |
| Vlag van Nederland | Dylan Donkers     | 6              | 0              | 0              | 0              | 0              |  | 0          | 0          | 0          | 0          | 0          |  | 0         | 0         | 0         | 0         | 0         |  | 6      | 0      | 0      | 0      | 0      |
| Vlag van Nederland | Niels Fleuren     | 33             | 0              | 5              | 0              | 0              |  | 2          | 0          | 0          | 0          | 0          |  | 2         | 0         | 0         | 0         | 0         |  | 37     | 0      | 5      | 0      | 0      |
| Vlag van Nederland | Roy Heesen        | 2              | 0              | 0              | 0              | 0              |  | 0          | 0          | 0          | 0          | 0          |  | 0         | 0         | 0         | 0         | 0         |  | 2      | 0      | 0      | 0      | 0      |
| Vlag van Nederland | Guus Joppen       | 31             | 0              | 1              | 0              | 1              |  | 2          | 0          | 0          | 0          | 0          |  | 1         | 0         | 0         | 0         | 0         |  | 34     | 0      | 1      | 0      | 1      |
| Vlag van Nederland | Jerold Promes     | 13             | 0              | 1              | 0              | 0              |  | 2          | 0          | 0          | 0          | 0          |  | 0         | 0         | 0         | 0         | 0         |  | 15     | 0      | 1      | 0      | 0      |
| Vlag van Nederland | Stan Respen       | 1              | 0              | 1              | 0              | 0              |  | 0          | 0          | 0          | 0          | 0          |  | 0         | 0         | 0         | 0         | 0         |  | 1      | 0      | 1      | 0      | 0      |
| Vlag van Nederland | Joeri Schroijen   | 15             | 1              | 0              | 0              | 0              |  | 0          | 0          | 0          | 0          | 0          |  | 2         | 0         | 1         | 0         | 0         |  | 17     | 1      | 1      | 0      | 0      |
| Middenveld         |                   |                |                |                |                |                |  |            |            |            |            |            |  |           |           |           |           |           |  |        |        |        |        |        |
| Vlag van Nederland | Aron Gielen       | 3              | 0              | 1              | 0              | 0              |  | 0          | 0          | 0          | 0          | 0          |  | 1         | 0         | 0         | 0         | 0         |  | 4      | 0      | 1      | 0      | 0      |
| Vlag van Nederland | Colin van Gool    | 1              | 0              | 0              | 0              | 0              |  | 0          | 0          | 0          | 0          | 0          |  | 0         | 0         | 0         | 0         | 0         |  | 1      | 0      | 0      | 0      | 0      |
| Vlag van Nederland | Quin Kruijsen     | 32             | 0              | 8              | 0              | 0              |  | 2          | 0          | 0          | 0          | 0          |  | 2         | 0         | 0         | 0         | 0         |  | 36     | 0      | 8      | 0      | 0      |
| Vlag van Nederland | Barry Maguire     | 1              | 0              | 0              | 0              | 0              |  | 0          | 0          | 0          | 0          | 0          |  | 0         | 0         | 0         | 0         | 0         |  | 1      | 0      | 0      | 0      | 0      |
| Vlag van Japan     | Yuki Otsu         | 20             | 4              | 1              | 0              | 0              |  | 2          | 0          | 1          | 0          | 0          |  | 0         | 0         | 0         | 0         | 0         |  | 22     | 4      | 2      | 0      | 0      |
| Vlag van Nederland | Danny Post        | 28             | 1              | 5              | 0              | 0              |  | 2          | 0          | 0          | 0          | 0          |  | 1         | 0         | 0         | 0         | 0         |  | 31     | 1      | 5      | 0      | 0      |
| Vlag van Turkije   | Selman Sevinç     | 18             | 3              | 4              | 0              | 0              |  | 0          | 0          | 0          | 0          | 0          |  | 2         | 0         | 1         | 0         | 0         |  | 20     | 3      | 5      | 0      | 0      |
| Vlag van Nederland | Oğuzhan Türk      | 34             | 7              | 6              | 0              | 0              |  | 2          | 0          | 0          | 0          | 0          |  | 1         | 0         | 0         | 0         | 0         |  | 37     | 7      | 6      | 0      | 0      |
| Aanval             |                   |                |                |                |                |                |  |            |            |            |            |            |  |           |           |           |           |           |  |        |        |        |        |        |
| Vlag van Australië | Travis Cooper     | 14             | 1              | 0              | 0              | 0              |  | 1          | 0          | 0          | 0          | 0          |  | 0         | 0         | 0         | 0         | 0         |  | 15     | 1      | 0      | 0      | 0      |
| Vlag van Nederland | Vito van Crooij   | 1              | 0              | 0              | 0              | 0              |  | 0          | 0          | 0          | 0          | 0          |  | 0         | 0         | 0         | 0         | 0         |  | 1      | 0      | 0      | 0      | 0      |
| Vlag van Curaçao   | Maiky Fecunda     | 0              | 0              | 0              | 0              | 0              |  | 0          | 0          | 0          | 0          | 0          |  | 1         | 0         | 0         | 0         | 0         |  | 1      | 0      | 0      | 0      | 0      |
| Vlag van Nederland | Dyon Gijzen       | 22             | 3              | 1              | 0              | 0              |  | 0          | 0          | 0          | 0          | 0          |  | 2         | 0         | 1         | 0         | 0         |  | 24     | 3      | 2      | 0      | 0      |
| Vlag van Nederland | Bas Hendriks      | 4              | 0              | 0              | 0              | 0              |  | 0          | 0          | 0          | 0          | 0          |  | 0         | 0         | 0         | 0         | 0         |  | 4      | 0      | 0      | 0      | 0      |
| Vlag van Nederland | Leon de Kogel     | 29             | 14             | 4              | 0              | 1              |  | 1          | 0          | 0          | 0          | 0          |  | 2         | 0         | 0         | 0         | 0         |  | 32     | 14     | 4      | 0      | 1      |
| Vlag van Nigeria   | Uche Nwofor       | 2              | 1              | 0              | 0              | 0              |  | 0          | 0          | 0          | 0          | 0          |  | 0         | 0         | 0         | 0         | 0         |  | 2      | 1      | 0      | 0      | 0      |
| Vlag van Nederland | Prince Rajcomar   | 33             | 5              | 5              | 0              | 0              |  | 2          | 1          | 0          | 0          | 0          |  | 2         | 0         | 0         | 0         | 0         |  | 37     | 6      | 5      | 0      | 0      |
| Vlag van Nederland | Jules Reimerink   | 36             | 7              | 3              | 1              | 0              |  | 2          | 1          | 1          | 0          | 0          |  | 2         | 1         | 0         | 0         | 0         |  | 40     | 9      | 4      | 1      | 0      |
| Vlag van Nederland | Shaquille Simmons | 0              | 0              | 0              | 0              | 0              |  | 0          | 0          | 0          | 0          | 0          |  | 0         | 0         | 0         | 0         | 0         |  | 0      | 0      | 0      | 0      | 0      |
| Vlag van Nederland | Daan Verlijsdonk  | 0              | 0              | 0              | 0              | 0              |  | 0          | 0          | 0          | 0          | 0          |  | 0         | 0         | 0         | 0         | 0         |  | 0      | 0      | 0      | 0      | 0      |
| Vlag van Nederland | Randy Wolters     | 31             | 7              | 7              | 0              | 0              |  | 2          | 0          | 0          | 0          | 0          |  | 2         | 1         | 1         | 0         | 0         |  | 35     | 8      | 8      | 0      | 0      |
| Nat.               | Spelersnaam       | W              |                |                |                |                |  | W          |            |            |            |            |  | W         |           |           |           |           |  | W      |        |        |        |        |
| Nat.               | Spelersnaam       | Eerste divisie | Eerste divisie | Eerste divisie | Eerste divisie | Eerste divisie |  | KNVB beker | KNVB beker | KNVB beker | KNVB beker | KNVB beker |  | Play-offs | Play-offs | Play-offs | Play-offs | Play-offs |  | Totaal | Totaal | Totaal | Totaal | Totaal |

### Topscorers 2013/2014
| Nr.    | Naam                          | Goal |
| ------ | ----------------------------- | ---- |
| 1.     | Leon de Kogel                 | 14   |
| 2.     | Jules Reimerink               | 7    |
|        | Randy Wolters                 | 7    |
|        | Oğuzhan Türk                  | 7    |
| 5.     | Prince Rajcomar               | 5    |
| 6.     | Yuki Otsu                     | 4    |
| 7.     | Pim Balkestein                | 3    |
|        | Dyon Gijzen                   | 3    |
|        | Selman Sevinç                 | 3    |
| 10.    | Uche Nwofor                   | 1    |
|        | Travis Cooper                 | 1    |
|        | Danny Post                    | 1    |
|        | Joeri Schroijen               | 1    |
| 14.    | Dave Nieskens (Helmond Sport) | 1    |
| Totaal | Totaal                        | 58   |

| Nr.    | Naam            | Goal |
| ------ | --------------- | ---- |
| 1.     | Randy Wolters   | 1    |
|        | Jules Reimerink | 1    |
| Totaal | Totaal          | 2    |

| Nr.    | Naam            | Goal |
| ------ | --------------- | ---- |
| 1.     | Prince Rajcomar | 1    |
|        | Jules Reimerink | 1    |
| Totaal | Totaal          | 2    |

| Nr.    | Naam             | Goal |
| ------ | ---------------- | ---- |
| 1.     | Uche Nwofor      | 2    |
|        | Travis Cooper    | 2    |
|        | Randy Wolters    | 2    |
|        | Dyon Gijzen      | 2    |
|        | Jules Reimerink  | 2    |
| 6.     | Oğuzhan Türk     | 1    |
|        | Daan Verlijsdonk | 1    |
|        | Selman Sevinç    | 1    |
|        | Pim Balkestein   | 1    |
|        | Prince Rajcomar  | 1    |
| Totaal | Totaal           | 15   |

Achilles '29 ·
Jong Ajax ·
Almere City FC ·
FC Den Bosch ·
FC Dordrecht ·
FC Eindhoven ·
FC Emmen ·
Excelsior ·
Fortuna Sittard ·
De Graafschap ·
Helmond Sport ·
MVV Maastricht ·
FC Oss ·
Jong PSV ·
Sparta Rotterdam ·
Telstar ·
Jong FC Twente ·
VVV-Venlo ·
FC Volendam ·
Willem II